# 世襲貴族
世襲貴族（せしゅうきぞく、英語: hereditary peer）とは、爵位を世襲できるイギリスの貴族のことである。
イギリスでは一代貴族、法服貴族、聖職貴族など非世襲の貴族が存在するため、それと区別するための分類である。2021年11月現在総計809家の世襲貴族家が存在する。内訳は公爵家30家（うち王族公爵が6家）、侯爵家が34家、伯爵家が191家、子爵家が111家、男爵家が443家である。

## 歴史

### 黎明期の貴族制度
エドワード懺悔王（在位：1042年 - 1066年）の代にはすでに貴族の爵位の原型があったようである。エドワード懺悔王はイングランドを四分割して、それぞれを治める豪族にデーン人が使っていた称号"Eorl"を与えたという。ただこの頃には位階や称号が曖昧だった。
確固たる貴族制度をイングランドに最初に築いた王は征服王ウィリアム1世（在位：1066年 - 1087年）である。彼はもともとフランスのノルマンディー公であったがエドワード懺悔王の崩御後、イングランド王位継承権を主張して1066年にイングランドを征服し、イングランド王位に就いた（ノルマン・コンクエスト）。重用した臣下もフランスから連れて来たノルマン人だったため、大陸にあった貴族の爵位制度がイングランドにも持ち込まれた。
ウィリアム1世によって最初に制度化された貴族称号は伯爵（Earl）であり、1072年にウィリアム1世の甥にあたるヒューに与えられたチェスター伯爵（Earl of Chester）がその最初の物である。伯爵は大陸では"Count"と呼ぶが、イングランドに導入するにあたってウィリアム1世は、エドワード懺悔王時代の"Eorl"を意識して"Earl"とした。ところが伯爵夫人たちには"Earless"ではなく大陸と同じ"Countess"の称号を与えた。これは現在に至るまでこういう表記であり、伯爵だけ夫と妻で称号がバラバラになっている。
14世紀初頭まで貴族身分はごく少数のEarl（伯爵）と大多数のBaron（男爵）だけだった。初期のBaronとは貴族称号ではなく直属受封者を意味する言葉だった。Earlのみが、強力な支配権を有する大Baronの持つ称号であった。
Baronについては13世紀から14世紀にかけて大baronのみを貴族とし、小baronは騎士層として区別するようになりはじめ、baronという言葉も国王から議会招集令状(Writ of summons)を受けてイングランド議会に出席し、それによって貴族領と認められた所領を所有する貴族を意味するようになっていった。一方召集令状を受けない小Baron（騎士）は州裁判所を通して州代表として議会に入るようになる。

### 勅許状による貴族制度の成立
しかしヨーロッパ大陸から輸入された公爵（Duke）、侯爵（Marquess）、子爵（Viscount）が貴族領の有無・大小と関わりなく勅許状（Letters patent）によって与えられる貴族称号として登場してくると、Baronも所領保有の有無にかかわらず勅許状によって与えられる最下位の貴族称号（「男爵」と訳される性質の物）へと変化した。国王勅許状による称号としての男爵（Baron）位を最初に受けたのは1387年にキッダーミンスター男爵（Baron of Kidderminster）に叙されたジョン・ド・ビーチャムである。勅許状による貴族称号には議会出席権が付随しており、国王の議会召集令状を受けなくても議会に出席できる。
貴族称号の最上位である公爵（Duke）は、1337年にエドワード3世（在位：1327年 - 1377年）が皇太子エドワード黒太子にコーンウォール公爵（Duke of Cornwall）を与えたのが最初の事例である。ついでヘンリー3世の曾孫ヘンリーにランカスター公爵（Duke of Lancaster）位が与えられたことで公爵位が貴族の最上位で王位に次ぐ爵位であることが明確化した。臣民で最初に公爵位を与えられたのは1483年にリチャード3世（在位：1483年 - 1485年）よりノーフォーク公爵（Duke of Norfolk）に叙せられたジョン・ハワードである。侯爵（Marquess）は、1385年にオックスフォード伯爵ロバート・ド・ヴィアがダブリン侯爵（Marquess of Dublin）に叙されたのが最初であり、子爵（Viscount）は1440年に第6代ボーモント男爵ジョン・ボーモントにボーモント子爵（Viscount Beaumont）位が与えられたのが最初である。
15世紀以降には新貴族叙任はこの勅許状による貴族称号創出で統一された。所領の保有は貴族たることの前提条件ではなくなり、またその称号に冠されている地名が受爵者の所領であるとは限らなくなった。1328年創設のマーチ伯爵が受爵者の所領と無関係な最初の称号である。

### 近世・近代の世襲貴族の急増

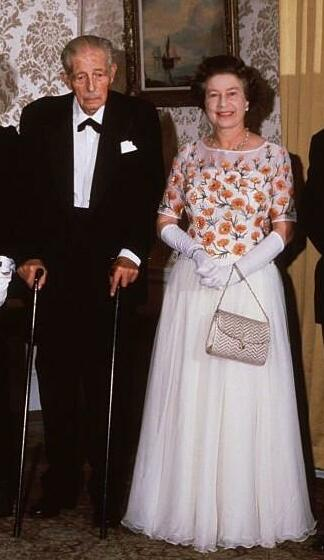
女王エリザベス2世とハロルド・マクミラン。マクミランを最後に臣民への叙爵は途絶えている。

中世末から16世紀のテューダー朝まで世襲貴族の数は概ね50家に留まっていた。しかし17世紀のステュアート朝が王庫の金欠から爵位を間接的に「売り」に出したために最初の爵位乱発が発生した。これにより17世紀末までに上院世襲貴族の数は170家に増加した。
つづいて18世紀に成立したハノーファー朝は爵位乱発の傾向を一層強めた。上院世襲貴族の数は18世紀末までに270家、1830年代には350家、1870年代には400家、1885年には450家と急増の一途をたどる。近代に入って貿易や商業で財を為した成金が貴族に列せられることが増えたためである。その彼らも100年、200年と時がたつと由緒ある伝統的貴族として君臨しているようになる。
20世紀に入ると非保守党系の首相たちが貴族院の保守党偏重状態を緩和しようとして更に爵位を乱発させた。とりわけ1916年から1922年まで首相を務めた自由党のデビッド・ロイド・ジョージ（後の初代ドワイフォーのロイド=ジョージ伯爵）は91の爵位を、1945年から1951年まで首相を務めた労働党のクレメント・アトリー（初代アトリー伯爵）は98の爵位の新設を上奏している。その結果、貴族院改革があった1999年時点で世襲貴族家は750家にも達していた。
しかし1958年に一代貴族法が成立し、一代貴族制が誕生すると新規の世襲貴族叙爵は減少した。1984年に元首相ハロルド・マクミランがストックトン伯爵に叙されたのを最後に臣民への世襲貴族叙爵は途絶えている（王族への叙爵はその後もある）。

## 爵位について
世襲貴族の爵位は創設時に応じてイングランド貴族、スコットランド貴族、グレートブリテン貴族、アイルランド貴族、連合王国貴族の別があり、それぞれ公爵（Duke）、侯爵（Marquess）、伯爵（Earl）、子爵（Viscount）、男爵（Baron）の5等級から成る（スコットランド貴族の男爵位は貴族ではなく、スコットランド貴族の最下級の爵位はロード・オブ・パーラメント（議会の卿）である）。
ただし唯一の例外として、カナダのケベック州の土地を領地とするロンゲール男爵のみに関しては、英国君主がフランス王家によって創設された爵位と認めて、英国貴族の枠組みに取り込む形をとっている。
イギリス貴族の爵位は日本の華族の爵位のように公爵や伯爵という肩書を単独で与えられるのではなく、「ノーフォーク公爵（Duke of Norfolk）」(フィッツアラン・ハワード家)、「ダービー伯爵（Earl of Derby）」(スタンリー家)といったように称号名の一部として与えられる。称号名は地名が一般的だが、家名(姓)と同じ場合もある（例：スペンサー伯爵、ロスチャイルド男爵）。

### 爵位継承について
兄弟全員が継承できる大陸の爵位と違って、イギリスの爵位は常に一人だけが相続する。爵位は終身であり、原則として生前に譲ることはできない（例外として繰上勅書がある。これが出されると従属爵位の一つが法定推定相続人に生前移譲され、法定推定相続人も貴族院議員に列する）。爵位保有者が死去した時にはその爵位に定められた継承方法に従って爵位継承が行われる。したがって爵位保有者が自分で継承者を決めることはできないし、養子を取ったとしても爵位継承順位には影響を及ぼさない。該当者がなければその爵位は消滅する。
またかつて爵位継承を拒否することはできなかったが、貴族院が庶民院に対して劣後していく中で貴族に庶民院議員資格がないことが問題となり、1963年に貴族法が制定されて爵位継承から1年以内（未成年の貴族は成人後1年以内）であれば自分一代に限り爵位を放棄して平民になることが可能と定められた。
勅許状によって創設された爵位は大半が継承方法として「初代の直系の嫡出の男系男子」と定めており、この場合は女子や初代前に遡った分流、非嫡出子は継承し得ない。英国貴族の大半は20世紀中に爵位を受けた新興貴族であるが、これは男系男子のみに世襲される爵位が大半なので、男子相続人を欠いて絶家する例が多く、長期にわたって存続するのが極めて困難なのが原因である。中世から貴族であった家で現存しているのは数えるほどしか存在していない。
ただ、爵位によってはそれと異なる継承方法の特別継承者(Special remainder)の規定が定められた爵位もあり、その場合はその継承方法に従う。したがって特別継承者の規定で継承が規定されていれば、女子も爵位を継承しえる。
また議会招集令状によって創設された古いイングランド貴族男爵位は継承方法が定められていないため、当時のイングランド相続法に従って男子なき場合に女子が継承する。ただし、この場合は姉妹全員が共同相続人となるため（長女が次女に優越しない）、姉妹やその系統がある場合には爵位継承者を決められなくなり、その爵位は停止 (abeyance)となる。停止後時代がたてばたつほど、姉妹の子孫がどんどん増えていくため、停止状態の解除は難しくなる。そのため議会招集令状による男爵位は多くが停止状態になったままになっている。停止状態となった爵位は権利のある者が国王に申し立てを行い、手続きを経れば継承できる。327年に及ぶ停止を経て1921年に継承が行われたストレンジ男爵や440年に及ぶ停止を経て1903年に継承が行われたフォーコンバーグ男爵のような事例も存在する。
また古いスコットランド貴族の爵位（特にイングランドと同君連合になる前の爵位）は、男子なき場合に女子（長女優先）が継承できるのが通例である。
しかし女性本人が爵位を持つことは極めて稀である。1880年時の580人の世襲貴族中「自らの権利として爵位を持つ女性貴族（peeress in her own right）」は7人に過ぎなかった。
貴族が蒸発して生死不明になった場合は、裁判所の死亡宣告を得ることで爵位継承が認められる。近時の例では1974年に第7代ルーカン伯爵ジョン・ビンガムが、別居中の妻の家で子供たちの乳母サンドラ・リベットが殺害された後に失踪してリベット殺害の容疑がかかったが、その後ずっと行方不明になっている件について、息子のジョージ・ビンガムがロンドン高等法院に父の死亡認定の申し立てを行い、2016年2月3日にロンドン高等法院から認められたことで第8代ルーカン伯爵位を継承している

### 従属爵位と儀礼称号

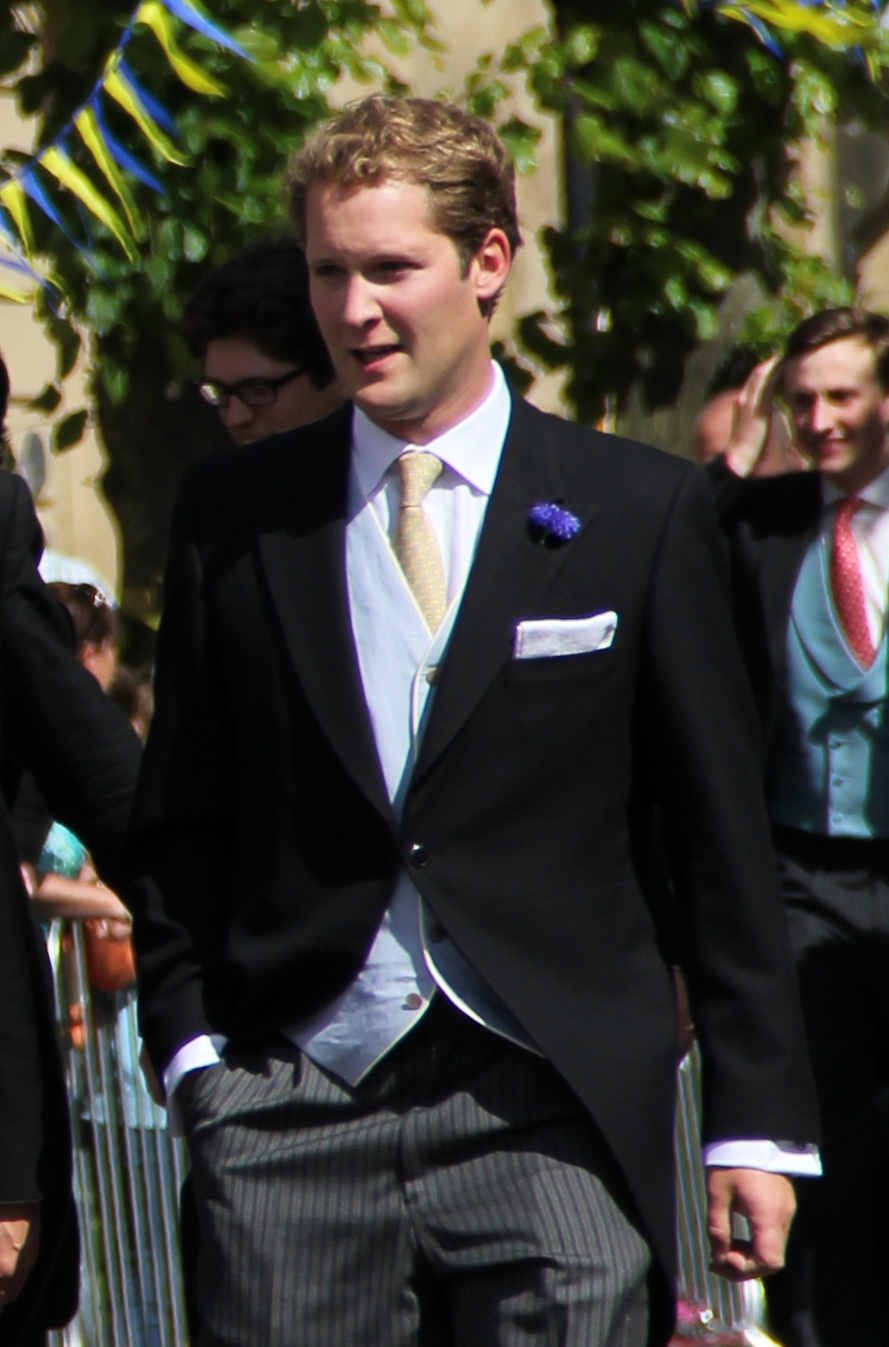
ノーサンバーランド公爵家の嫡子ジョージ・パーシー。儀礼称号としてパーシー伯爵を使用している。

イギリス貴族の爵位は複数所持することができる。日本の華族の爵位のような上書き方式ではないので、上位の爵位を与えられても下位の爵位が消滅することはない。伯爵以上の貴族は主たる爵位より下位の従属爵位を併せ持っているのが普通であり、その法定推定相続人（最年長の息子）は父が持つ二番目の爵位を儀礼称号 (courtesy title)として使用する（父と区別がつかなくなるので主たる爵位と同じ名前の爵位は避ける）。例えば、ノーサンバーランド公爵家は公爵位の従属爵位にノーサンバーランド伯爵位、パーシー伯爵位、ビバリー伯爵位を持つが、公爵家の嫡子はこのうちパーシー伯爵を儀礼称号に用いている。
その他に、その家の持つ爵位がすべて同名の場合は領地や姓に因んだ爵位を儀礼称号として仮冒するケースがある。例えば、タウンゼンド侯爵家は侯爵位の従属爵位にタウンゼンド子爵位・タウンゼンド男爵位しか持たないため、侯爵家の嫡男は領地に因んだ称号のレイナム子爵を名乗る。
また、儀礼称号は爵位を実際に保有している訳ではなく、ゆえに法的には貴族ではなく平民である。したがって法定推定相続人に貴族院議員資格はなく、代わりに平民として庶民院議員資格を有している。区別の方法として爵位には「the」が付くが、儀礼称号の場合は「the」が付かないという表記の違いがある。
主たる爵位と従属爵位が継承方法や継承資格者が違えば、異なる者に継承されることや、主たる爵位だけ廃絶して従属爵位は存続するといったケースも当然起こりえる。

## 貴族院における世襲貴族

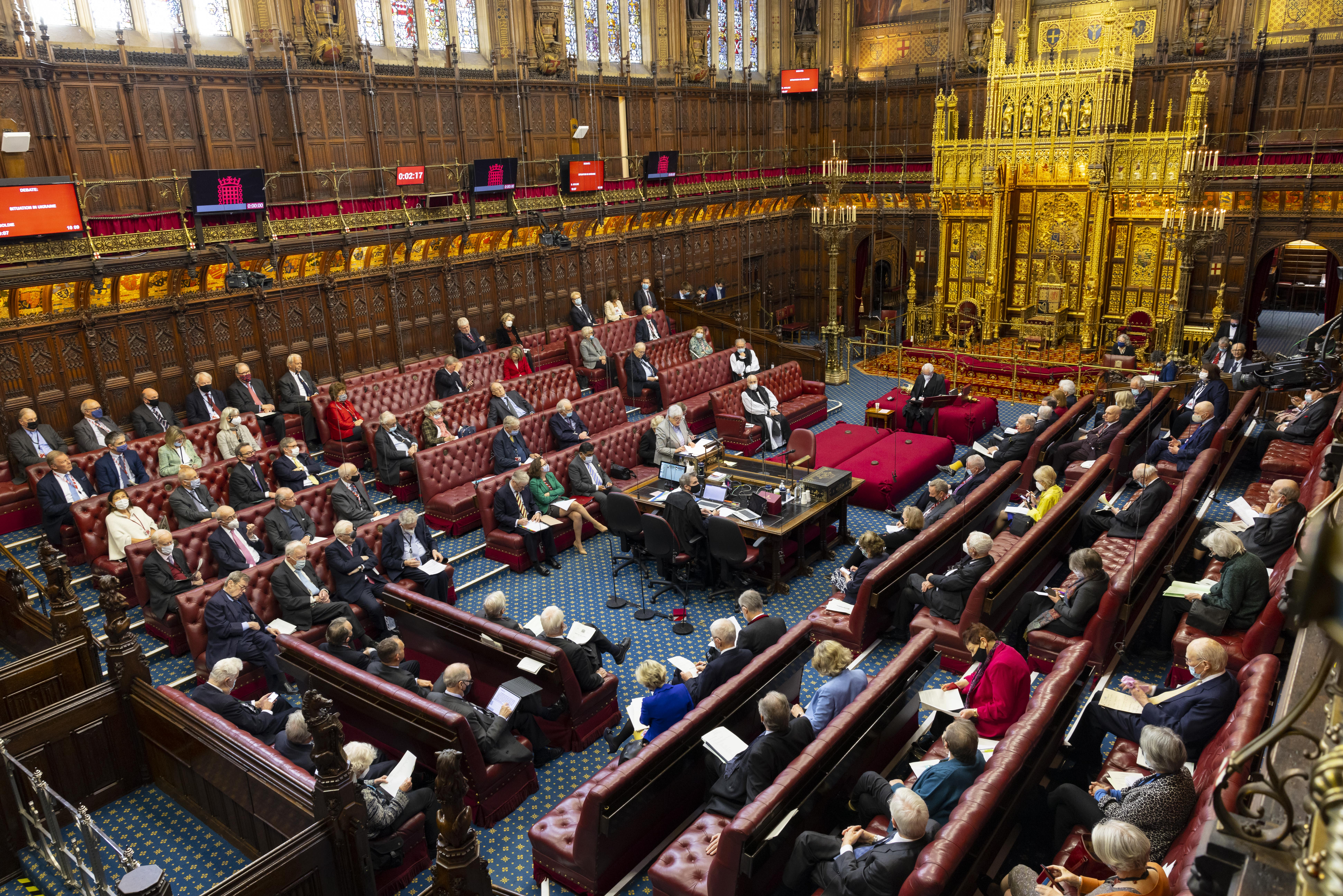
2022年2月25日の貴族院本会議場、ロシアのウクライナ侵攻をめぐる討論

もともとイングランド議会（パーラメント）は一院制であり、国王から召集された貴族と高位聖職者のみで構成されたが、13世紀中に封建勢力の後退で州代表の騎士や各都市から選出された市民代表が議員に加えられて代議制議会の要素を持つようになった。14世紀になると州代表騎士と市民代表は貴族や高位聖職者の支配から逃れるため、彼らと別に集会するようになり、これが下院（庶民院）の原型となり、他方貴族と高位聖職者の議員たちの集会は上院（貴族院）となった。
両院分離後もしばらくは貴族院の力の方が強大だったが、バラ戦争後封建貴族は没落して独立性を失い、15世紀末にはじまるテューダー朝期に貴族院は王室の藩屏に過ぎなくなり、庶民院が台頭、16世紀後半のエリザベス朝の頃には女王エリザベス1世と庶民院のバランスで政治が動くようになり、17世紀のスチュアート朝期には庶民院が一層強大化して国王を抑えるようになりピューリタン革命や名誉革命を経て議会政治が確立された。18世紀から19世紀の議会政治においては貴族院もまだ大きな力を有していたが、保守党と自由党の対立の中で1911年の議会法で庶民院の優越が定められた。
1999年まで世襲貴族で成人に達している者は原則として全員が貴族院議員であった（ただし女性世襲貴族は1963年まで貴族院議員になることはできなかった。1963年の貴族法で女性世襲貴族を男性世襲貴族と同等に扱うことが定められた。また1963年までスコットランド貴族とアイルランド貴族は貴族代表議員に選ばれた者以外議席を有さなかった。アイルランド貴族の貴族代表議員制度は1922年のアイルランド独立の際に終わり、スコットランド貴族は1963年貴族法によって全員が貴族院議員に列した）。
貴族院は長年にわたって世襲貴族を中心に構成されてきた（ただし登院者は少数だった）。しかし1958年に一代貴族法が制定され、以降貴族院の一代貴族の割合は漸次増加し、1998年2月の時点では世襲貴族は貴族院の59%（759名）まで減少した（対して一代貴族は当時484名）。そして1999年のトニー・ブレア政権の貴族院改革によって世襲貴族の貴族院議員枠は92議席に限定されたので現在は大多数の世襲貴族が貴族院に議席を有していない状況である。
貴族院での活動において爵位の等級に重要性はない。貴族院議員たる貴族は庶民院議員資格や庶民院議員選挙権を有さないが、貴族院議員ではない貴族は有する。
なお、院外においても爵位の等級の差を笠に着た振る舞いは好まれず、小説家オスカー・ワイルドも『紳士であることに違いはないのである。爵位の問題は紋章の問題である。それ以上でもそれ以下でもない。』と述べている。

## 財産状況
20世紀以前、イギリス貴族は大半が大地主だった。保守党の地主議員ベイトマンは著書の中で1870年代の大地主を3000エーカーの土地を保有し、かつ3000ポンド以上の地代がある者と定義している。つまり約1200町歩の土地が必要だった。日本の地主は、地租改正後、明治から大正にかけて地主制が最も発展したとされる時期にあっても、50町歩（125エーカー）もあれば「大地主」と呼ばれていたことと比較すれば、英国大地主たちが持つ3000エーカーの広大さが理解される。当時英国最大の大地主だったサザーランド公爵ルーソン＝ゴア家に至っては135万854エーカー（約33万6274町歩）の土地を所有していた。当時の日本で最大の地主だったのは島根県の山林を中心に2万8000町歩（11万3120エーカー）の土地を所有した田部家だが、サザーランド公爵家の所有する土地は実にその10倍以上である。大地主の土地独占率も圧倒的で、わずか数百家族がイングランドの土地の3割から4割を占めていた計算になる。
しかし広大な土地と屋敷を維持するだけでも費用がかさむうえに、20世紀に入ってからは相続税の賦課等により経済的に没落する貴族が現れるようになった。特に第二次世界大戦後のアトリー政権の社会主義的政策によって貧富の格差が縮められたことで貴族の所領経営は危機的状況に陥った。
1946年には相続税の最高税率90%という貴族に過酷な引き上げが行われた。これは1954年には改正されて緩和されたものの、それまでに多数の貴族が壊滅的打撃を受けた。デヴォンシャー公爵家やベッドフォード公爵などは、直撃を被って本邸以外のすべての土地の売却を迫られた。現代では必ずしも貴族が裕福というわけではなくなっている。セント・オールバンズ公爵やリンスター公爵のように本邸を含めた全土地を失って賃貸住宅暮らしに落ちぶれた公爵も存在する。
1895年に創設された歴史的建造物の保護団体ナショナル・トラストに屋敷や敷地の管理を委託し、邸宅の一部をホテルや博物館として有料公開し、その収入でやりくりしている貴族も多い。
しかし経済状態は家ごとに大きな差があり、うまく立ち回って、いまだ巨万の富を維持する大地主貴族も少なくはない。たとえばロンドン屈指の高級住宅街メイフェアを中心に莫大な土地を所有する第6代ウェストミンスター公爵ジェラルド・グローヴナーは、巨額の資産を活用してグローブナー・グループという巨大な不動産企業のオーナーとなり、アメリカやオーストラリアや日本など世界17カ国でホテル事業などのビジネスを展開した。2015年のサンデー・タイムズ・リッチ・リストによれば総資産額は約85億6000万ポンド（約1兆5408億円）で英国内で経済活動する者（外国人含む）の中で第9位という資産家である。

## 貴族の邸宅
貴族をはじめとした大地主が英国の地方に建設した館をカントリー・ハウス（country house）と総称する。カントリー・ハウスは英国各地に何百と存在し、現在でも多くで建設者の子孫が暮らしている。またロンドンに建てた邸宅はタウンハウス（townhouse）と呼ばれ、特に都市大貴族のタウンハウスは一般に「パレス」などと呼ばれた。
キリスト教会が支配した中世ヨーロッパでは、壮麗な大建築物といえば大聖堂や修道院であり、封建領主が割拠して領地の争奪を繰り返した世俗世界の建築物は厚い外壁や物見塔を多く配置した城塞だった。十字軍、百年戦争、薔薇戦争と続いた戦乱の後、1485年に成立したテューダー朝のもと中央集権化が進んだことで治安も平静化したため、この頃から貴族たちは住居専用の壮麗な邸宅を建設するようになった。16世紀前半はまだ模索の時代で城郭建築から抜け出せず、家の周りに堀をめぐらしたりしていた。16世紀後半のエリザベス朝から大英帝国が繁栄の頂点に達した19世紀半ばにかけて、大地主たちは自らの権勢を誇示するために広大な領地の中に壮麗な邸宅を建てるようになった。
主なカントリーハウスには建設時期によって次のような特徴がある。
- 中世封建時代の防御用の城塞
11世紀から16世紀頃に建築された軍事要塞化された城である。厚い石の壁で侵入者の攻撃を防御し、所有者の勢力範囲を外部に見せつけるための物。島国で多くの外敵に晒され、内乱も多かったイギリスでは、貴族には広大な封建領地が与えられることが多く、彼らはそこに住むため、また必要に応じて王のために戦うため防御力の高い建物を建設した。建物に狭間（弓や銃を撃つための穴）をつけるには王の勅許を必要とした。ただこの時期にも変遷はあり、13世紀には家族の慰安と防御を兼ねたマナー・ハウスの建設が始まり、15世紀になると風通しのいい大きな窓が付けられるようになったり、だんだん防御一辺倒では無くなってくる。16世紀に入っていよいよ住居に適し、また王の行幸にも耐えられるような豪華な雰囲気のある設備の充実が図られるようになってくる[69]。

- ウォリック伯爵の居城だったウォリック城(ウォリックシャー)。今日の構造は14世紀中に11代ウォリック伯爵トマス・ド・ビーチャムと12代ウォリック伯爵トマス・ド・ビーチャムの2代にかけて構築された物である[70]。
- ノーサンバーランド公爵パーシー家が所有するアニック・カースル(ノーサンバーランド州)。1309年以来パーシー家の居住となった城で、19世紀中期に4代ノーサンバーランド公爵アルジャーノン・パーシーがイタリアの城をヒントに封建時代の防御城塞とイタリア・ルネサンスのインテリアを組み合わせる修復を行った[71]。

- テューダー朝～ステュアート朝初期
テューダー朝期に入ると内乱が終わり中央集権政策が進められたことで平和と安定の時期に入った。貴族たちも一定の場所に落ち着くようになり、移動が少なくなった。これにより家具も持ち運びに便利なものにする必要がなくなり、華美化が始まる。しかし1530年までは英国において華麗壮大な建物は修道院や大聖堂であり、貴族の武骨な城塞ではなかった。財政的に行き詰まっていたヘンリー8世は修道院や修道僧の持つ広大な土地建物に目をつけ、1530年に宗教改革と称して修道院を一方的に解散させ財産没収し、スコットランドやフランスとの戦争の戦費に充てるため、貴族・ジェントリ・大商人などに売却した。この旧修道院の建物がカントリーハウス化し、この後の3世紀に渡る壮麗なカントリーハウス建設ブームのきっかけとなった[72]。
この時期の建築様式をチューダー様式といい、イギリス・ゴシック建築後期の特徴である垂直式に、イタリアやフランスのルネサンス様式の要素が加わえられたのがその特徴であり、ルネサンス様式への過渡的様式だったといえる[73]。
テューダー朝後期にあたるエリザベス朝（1558年-1603年）では女王エリザベス1世が夏にロンドンの暑さとテムズ川の不快な霧から逃れるためロンドンを離れる慣習を作り、貴族の大邸宅に行幸する機会を増やした[74]。女王一行の歓待には大変な出費が伴い、臣下に余計な蓄財をさせず、財政的に女王頼りの状態にしておくための調整の意味もあったと言われている。しかしこれによって女王の行幸に耐える壮麗なカントリーハウスの建設が過熱することになった[75]。エリザベス朝時代にも依然として中世風ホールやゴシックの垂直構造と大きな格子窓の石造建築というチューダー様式は踏襲されたが、左右対称な平面や立面、オーダーや細部の装飾などにルネサンス様式の影響がより強く見られるようになる。これをエリザベス様式（英語版）と呼んだ[76]。
ステュアート朝初代のジェームズ1世（1603年-1625年）在位時代（ジャコビアン時代）の建築様式はジャコビアン様式（英語版）と呼ばれるが、垂直式ゴシックとルネサンス様式の混在というチューダー様式、エリザベス様式との連続性が強い。しかしエリザベス様式ほどの華美さはなく、地味になって落ち着いた感がある[77]。また石材にかわってれんがが盛んに用いられたり[77]、葱花形(ogee)の屋根[78]、小さな矩形の窓[77]など、フランス・ルネサンス型と対比してオランダ、ドイツ、オーストリアなどゲルマン的要素も感じさせる[78]。

- リンカンシャーにあるエクセター侯爵セシル家の邸宅だったバーリー・ハウス（英語版）。エリザベス1世の宰相初代バーリー男爵ウィリアム・セシルにより1555年から1587年にかけて建設されたエリザベス様式を代表するカントリー・ハウス[79]。
- ウィルトシャーにあるバース侯爵シン家の邸宅ロングリート。1560年から1580年にかけて建設されたエリザベス様式のカントリーハウス[80]。
- ノッティンガムにあるミドルトン男爵（英語版）ウィラビー家の邸宅ウォルトン・ホール（英語版）。1580年から1588年にかけて建設されたエリザベス様式の代表的カントリーハウス[76]。
- ハートフォードシャーにあるソールズベリー侯爵ガスコイン＝セシル家の邸宅ハットフィールド・ハウス。1607年から1612年にかけて建設されたジャコビアン様式の代表的カントリーハウス[77]。
- ハットフィールドハウスのマーブル・ホール。天上の重々しい装飾は典型的なジャコビアン様式である[81]。

- ステュアート朝中期から後期
禁欲的な共和国時代の反動で王政復古後に享楽的な風潮が広がり、それが建築様式にも影響を及ぼした[82]。ステュアート朝中期になるとカントリーハウスは古代ローマの影響を受けた古典的形式を帯びるようになり始めた。このきっかけを作った代表的人物は建築家イニゴー・ジョーンズであり、彼がイングランドに持ち込んだパッラーディオ様式が流行した[75]。ジョーンズの建築物は取り壊されたり、改築されたりで現存しているものは多くないが、カントリー・ハウスの中ではペンブルック伯爵ハーバート家のウィルトン・ハウス（英語版）がジョーンズが建築した建物である[83]。17世紀後半から18世紀初期のカントリー・ハウスの特色は壮大さを求めたバロック様式が増えることである。フランスのルイ14世のヴェルサイユ宮殿の様式に影響を受けたクリストファー・レンやロジャー・プラットなどの建築家により広められた[83]。イギリス・バロック建築（英語版）が栄えた時代は30年ほどとさほど長くはなかったが、カントリー・ハウス史上では最も奔放な時代だった[84]。

- ヨークシャーにあるカーライル伯爵ハワード家の邸宅だったハワード城。第3代カーライル伯爵チャールズ・ハワードが建築と無縁だった劇作家ジョン・ヴァンブラに依頼して1699年から1712年にかけて建設したバロック様式の宮殿でイギリス・バロック建築（英語版）の端緒となった[85]。
- ハワード城のグレートホールエントランス。
- ダービーシャーにあるデヴォンシャー公爵キャヴェンディッシュ家の邸宅チャッツワース・ハウス。17世紀後半の大改築でイギリス・バロック様式のカントリーハウスとなった[84]。
- チャッツワース・ハウスのエントランスホール
- チャッツワース・ハウスのライブラリー
- チャッツワース・ハウスのダイニングルーム
- チャッツワース・ハウスのベッドルーム
- オックスフォードシャーにあるマールバラ公爵スペンサー＝チャーチル家の邸宅ブレナム宮殿。イギリスを代表するバロック様式の邸宅。世界遺産となっている[86]。

- ジョージ王朝
だが、ハノーヴァー朝に入った頃ぐらいからバロック様式は衰退し、代わりにエレガントで抑制が効いたパッラーディオ・リバイバルとして知られた新古典様式のカントリーハウスが増える[87]。特に建築家ウィリアム・ケントや、彼のパトロンだった第3代バーリントン伯爵リチャード・ボイル、初代レスター伯爵トマス・コークなどイタリア留学経験者たちがイギリス・バロック様式をイタリア様式を勝手に解釈した邪道と非難してパッラーディオ様式を広めた[87][88]。18世紀後半には新プラトン哲学の復活や科学的考古学の発達により、ルネッサンスを通してではなく直接古代に触れて研究しようという機運が高まったことでロバート・アダムやウィリアム・チェンバーズといった建築家たちがイタリアやギリシャで古代建築の遺跡を写生し装飾や文様を採取するなどし、英国建設史上最も洗練された純粋な古典様式の時代が到来した[88]。ジョージ王朝中期になるとパッラーディオ・リバイバルは衰退し、「グリーク・リバイバル」と呼ばれる古代ギリシャ建築に影響を受けた新古典様式の時代が始まり、ちょうど摂政時代（1811年-1820年）にあたることからリージェンシー様式（英語版）と呼ばれた[89]。1780年代から1830年代頃には、貴族のみならず新たに富を獲得した中産階級が続々とカントリー・ハウスを建てるようになったことで形式ばらない家庭的なところがあるリージェンシーが流行し1830年代にピークに達した[89]。

- ノーフォークにあるチャムリー侯爵チャムリー家の邸宅ホートン・ホール（英語版）。1722年に英国初代首相ロバート・ウォルポールが建設した邸宅でパッラーディオ・リバイバル時代の代表的な邸宅。
- ホートンホールのストーンホール
- ダービーシャーにあるスカーズデール子爵カーゾン家の邸宅だったケドルストン・ホール（英語版）。1765年に完成したパッラーディオ様式の邸宅。
- ケドルストン・ホールのマーブル・ホール
- ケドルストン・ホールのサルーン
- ロンドンにあるクラレンス公爵ウィリアム（のちのウィリアム4世）が1825年から1827年にかけて建設したクラレンス・ハウス。リージェンシー様式の邸宅。

- ヴィクトリア朝
ヴィクトリア女王が在位したヴィクトリア朝（1837年-1901年）は、中世回帰の風潮があり、ゴシック様式を中心に過去の様式を折衷的に用いるのが盛んになった。これをヴィクトリアン様式と呼んだ。しかし諸様式の無批判な折衷主義が建築と工芸の様式に混乱を招いた面もあった[90]。この時代の建築は多様で、グリーク・リバイバル、ゴシック・リバイバル、ロマネスク、テューダー、ルネサンス、エリザベス朝風、ルイ14世風、ロココ、ルイ16世風など変化に富んでいた[91]。有名なカントリー・ハウスとして、1842年にヴィクトリア朝ロマンティシズム風に改築されたカーナーヴォン伯爵ハーバート家の邸宅ハイクレア・カースルや、ファーディナンド・ド・ロスチャイルドにより建てられたフランス・ルネサンス風のウォッデスドン・マナー（英語版）などがあり、壮麗さで名高い[92]。一方スコットランドではこの時期に建設されたカントリーハウスはほとんどが「バロニアル様式（英語版）」で小塔が付いていた[93]。

- ハンプシャーにあるカーナーヴォン伯爵ハーバート家の邸宅ハイクレア・カースル。ドラマ『ダウントン・アビー』のロケ地。ヴィクトリア朝ロマンティシズム風の建築[94]。
- バッキンガムシャーにあるロスチャイルド男爵ロスチャイルド家の邸宅だったウォッデスドン・マナー（英語版）。フランス・ルネサンス風の建築[95]。
- ウォッデスドン・マナーのイーストギャラリー
- ウォッデスドン・マナーのグリーン・ブドワール
- ウォッデスドン・マナーのグレー・ドローイング・ルーム
- ウォッデスドン・マナーーのレッド・ドローイング・ルーム
- ウォッデスドン・マナーのステートベッドルーム
- スコットランド・ハイランドにあるサザーランド伯爵サザーランド家の邸宅ダンロビン城（英語版）。1835年から1850年にかけて第2代サザーランド公爵ジョージ・サザーランド＝ルーソン＝ゴアが大改築したバロニアル様式の建築[96][97]。

- カントリーハウスの衰退と公開
ヴィクトリア朝が終わった後のエドワード朝のカントリーハウスのイメージはエドワード7世が主役のカントリーハウスのイメージであり、戦争の時代が到来する最後の束の間の時代を感じさせるものだった。二度の世界大戦でカントリーハウスの衰退期が来る。かなりの数のカントリーハウスでオーナーが戦死したり、軍に接収されたりした。また農業だけでカントリーハウスを維持できる時代ではなくなり、売却も多く行われるようになっていた[98]。エドウィン・ラチェンズが1910年から20年かけて建築した「カースル・ドロゴ（英語版）」が最後のカントリーハウスだが、これは簡素な中世城塞風の先祖返り的カントリーハウスだった[99]。
維持が難しくなったカントリーハウスをビジネスとして一般公開するようになったのは1949年に第6代バース侯爵ヘンリー・シン（英語版）がロングリートハウスを有料公開したのが最初といわれる[100]。これが経済的に成功したことでその後15年間に600のカントリーハウスが一般公開され、1973年にはカントリーハウス訪問観光客は延べ4300万人に達したという[101]。1952年にハンプシャーの邸宅ビューリー・パレス・ハウス（英語版）を公開した第3代ビューリーのモンタギュー男爵（英語版）エドワード・モンタギュー＝スコット（英語版）は、その経験を『玉に瑕 ステイトリー・ホームに住みながらお金を稼ぐ方法』（1967年）という手記にまとめた。その中でカントリーハウス観光ビジネスが成功した理由について観光客がアッパークラスの暮らしをのぞき見したいからだろうと分析している[100]。カントリーハウスだけでは観光地として弱いと考えた貴族の中にはサファリパークやアトラクションを設けたりする者もある[102]。近年では映画やドラマのロケ地として提供したり、企業や結婚披露宴などに貸し出したりして収入にしている貴族も多い[103]。
またナショナル・トラストに屋敷と土地を管理してもらっている貴族も多い。ナショナルトラストは取り壊しや売却の危機に瀕しているカントリーハウスを救うために組織された団体で、ここに管理を任せると多くの場合持ち主と家族は引き続き暮らすことを認められるが、その代わりに館や庭園の一部を公開し、また館の改修なども許可を得て行わなければならなくなる[104]。また維持費に宛てられる資本金も出さねばならないが、それでも相続税が払えずにこの手段をとる貴族は多い[105]。

- ベッドフォード公爵ラッセル家の邸宅ウォバーン・アビーの敷地にあるサファリパーク
- マールバラ公爵スペンサー＝チャーチル家の邸宅ブレナム宮殿の敷地をめぐるミニ鉄道
- バース侯爵シン家の邸宅ロングリートのサファリパークのバス
- ロングリートのサファリパークのジャングル・クルーズ。
- リッチモンド公爵ゴードン＝レノックス家の邸宅グッドウッド・ハウス（英語版）。1993年からリッチモンド公爵家が毎年敷地内で開催しているモータースポーツ大会グッドウッド・フェスティバル・オブ・スピードのモニュメント。

## 貴族の使用人

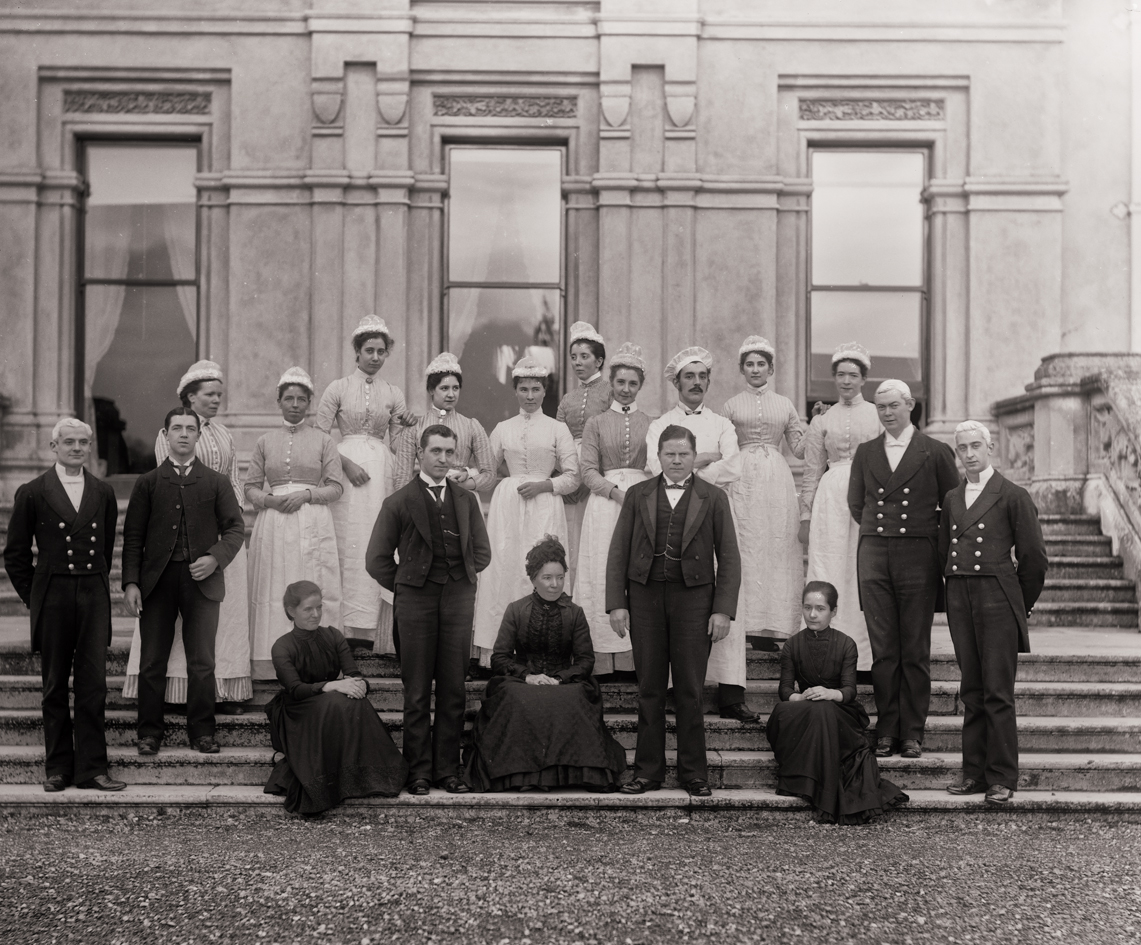
ウォーターフォード侯爵ベレスフォード家の邸宅クラグモア・ハウスで働く使用人たち（1905年頃）

巨大なカントリーハウスに住む貴族は大邸宅を維持するために多くの家事使用人を雇っていた。使用人には大きく分けて上級使用人（upper servant）と下級使用人（lower servant）の別があった。前者は管理・監督の仕事や特別な技術が必要な仕事をする使用人であり、後者は上級使用人から指示を受け、比較的技術を要しない仕事を担当する人々だった。

### 男性使用人
家政の統括はハウス・スチュワード（house steward,「家令」と訳される）が行った。使用人の最高位であり、主人が直接任免するヴァレットを除くスタッフの任免、給与の支払い、経費の管理も任されている。ただハウス・スチュワードは余裕のある大邸宅しか置いていなかった。歴史的には中世の頃のスチュワードには「ランド・スチュワード」と「ハウス・スチュワード」の別があり、前者は領地の管理、後者は館の管理を行った。中世の頃は家職の中で唯一紳士階級が就く役職であり、稀に騎士であることもあったが、17世紀までには紳士が就くことはなくなり、家柄のいい者でも中産階級（商人、聖職者、軍人など）止まりとなる。18世紀中、貴族の領地内でも大規模な農法改良や鉱山開発が推し進められて生産効率が飛躍的に増大したため経営の専門教育を受けたプロフェッショナルが求められるようになり、ランド・スチュワードはランド・エージェント（単にエージェントと呼ばれることが多い）となっていく。大貴族のエージェントともなれば小地主や並の中産階級を超える収入を得ることも可能だったといわれる。エージェントはハウス・スチュワード以下の家事使用人より地位が上であり、雇い主と同等の上流紳士扱いこそ受けられないものの、時には招待を受けて食卓を囲んだため、男性指導教員（チューター）や邸宅付き聖職者などに近い立場にある存在だった。エージェントの登場以降は単に「スチュワード」といった場合はハウス・スチュワードのみを指すようになった。
男性スタッフを直接監督する上級使用人にバトラー（butler,「執事」と訳される）がある。ハウス・スチュワードが置かれていない場合はバトラーがその役割も兼ねる。バトラーは制服ではなく、その時々の紳士の服装をすることが多かった。経験を積んだ年配であることが多く、独身であることが条件にされていることが多かった。他の使用人からは姓に「ミスター」をつけて呼ばれるのが一般的だった。あるいは「sir」と呼ばれる場合もあった。主人とその一家からは苗字で呼び捨てにされる。もともとバトラーはワインやエールなど酒類を管理する役割を持っていた使用人だったが、酒類の管理は館の仕事の中でも重要な物だったので、やがてバトラーが使用人の長になった経緯があった。近代に入っても酒類の管理の職責は続き、さらに銀器の管理、食卓の給仕の指揮管理、主人の読む新聞のアイロン掛けなどを担当することが多かった。使用人の数が少なければ少ないほどバトラーが直接やらねばならない仕事が増える傾向があった。
主人の身の回りの世話をする男性使用人としてヴァレット（valet,「従者」と訳される）があった。主人の行くところにどこでも付いていき、自邸の食事でも他所に招かれた時でも常に主人の後ろに立っていなければならない。最も身近な使用人なので相手の気持ちをいち早く察する人でないと務まらなかった。また海外旅行にも付いていくので、ある程度外国語を話せる者が好ましかった。仕事の性質上バトラーやスチュワードの役割を兼ねる場合もあった。制服は着用せず、紳士に近い服装をしていた。ここまでが上級使用人となる。
下級使用人としてフットマン（Footman、「下僕」「従僕」と訳される）がある。バトラーの指揮下で華やかな制服を着て仕事に当たるが、その仕事は多岐に渡る。客の応対、馬車での外出の付き添い、食卓の給仕などほぼなんでもこなす。長くカントリーハウスの使用人を務めたスタンリー・エイジャーが著した『バトラーズ・ガイド』によれば、フットマンはランクによっても異なるが、概して朝6時には起きて主人を起こし、衣類にブラシをかけて揃えて置く、夜会服も整えて置き、主人がいつでもディナーに出かけられるよう準備しておく、食事の際には給仕、午後4時半にはティー、午後6時には酒類の用意、銀器を洗う担当の日でなければ、大半は客の送り迎え、電話対応、玄関で家族の帰りを待つなどして過ごす、ディナー後には主人たちの部屋の整理、衣服にブラシ、午後10時半か11時には居間に酒を運ぶ。主人一家と客がベッドに入るまでフットマンに自由はなく、ビリヤードやカード遊びが長引くと朝4時頃まで寝られない時もしばしばあったが、そんな日でも仕事は朝6時から始まったという。
さらにその下の雑用としてボーイ（boy）やペイジ（page）と呼ばれる使用人が置かれることもあり、「下僕見習い」と訳される。石炭運びのような力仕事、何かを磨くような汚れ仕事を主に担当した。男性使用人のキャリアは大抵このボーイから始まる。使用人数が多い館ではホールボーイやランプボーイなど仕事別に呼び分けられている場合もあった。
家の外回りの使用人（outdoor staff）としては、まず馬車の操縦と手入れを行うコーチマン（Coachman, 「御者」と訳される）があった。アウトドア・スタッフの中では最上位だった。穏やかな速度で馬を走らせることができるのが腕のいいコーチマンと見なされており、イザベラ・ビートンによれば理想的なスピードは時速11キロから13キロだったという。また馬の手入れと調教を行う使用人にグルーム（groom,「馬丁」「厩番」と訳される）があった。大きなカントリーハウスだと、馬を5、60頭ぐらい飼っていたりするので、グルームもたくさん必要だったという。
庭園の整備はガーデナー（gardener、「庭師」「造園係」と訳される）が担当する。ウェストミンスター公爵グローヴナー家の邸宅イートン・ホールではトップのガーデナーの下に40人の助手があったという。
他のアウトドアスタッフとして密猟者の監視と狩猟用のキジの養殖を行うゲームキーパー（gamekeeper,「狩猟番」と訳される）などがあった。

### 女性使用人

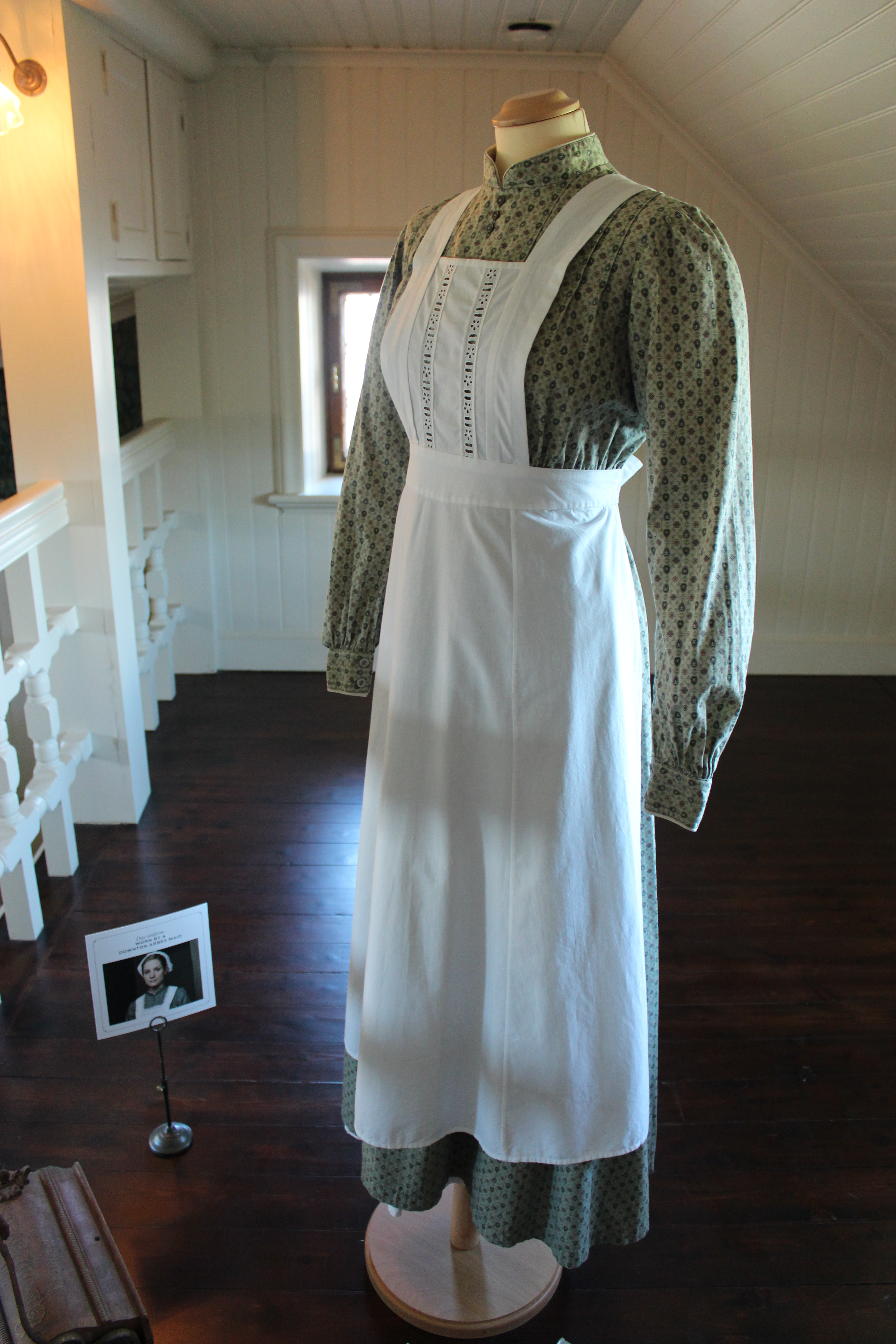
ドラマ『ダウントン・アビー』でハウス・メイドのヘッドのアンナ（演ジョアンヌ・フロガット）が着ていた衣装

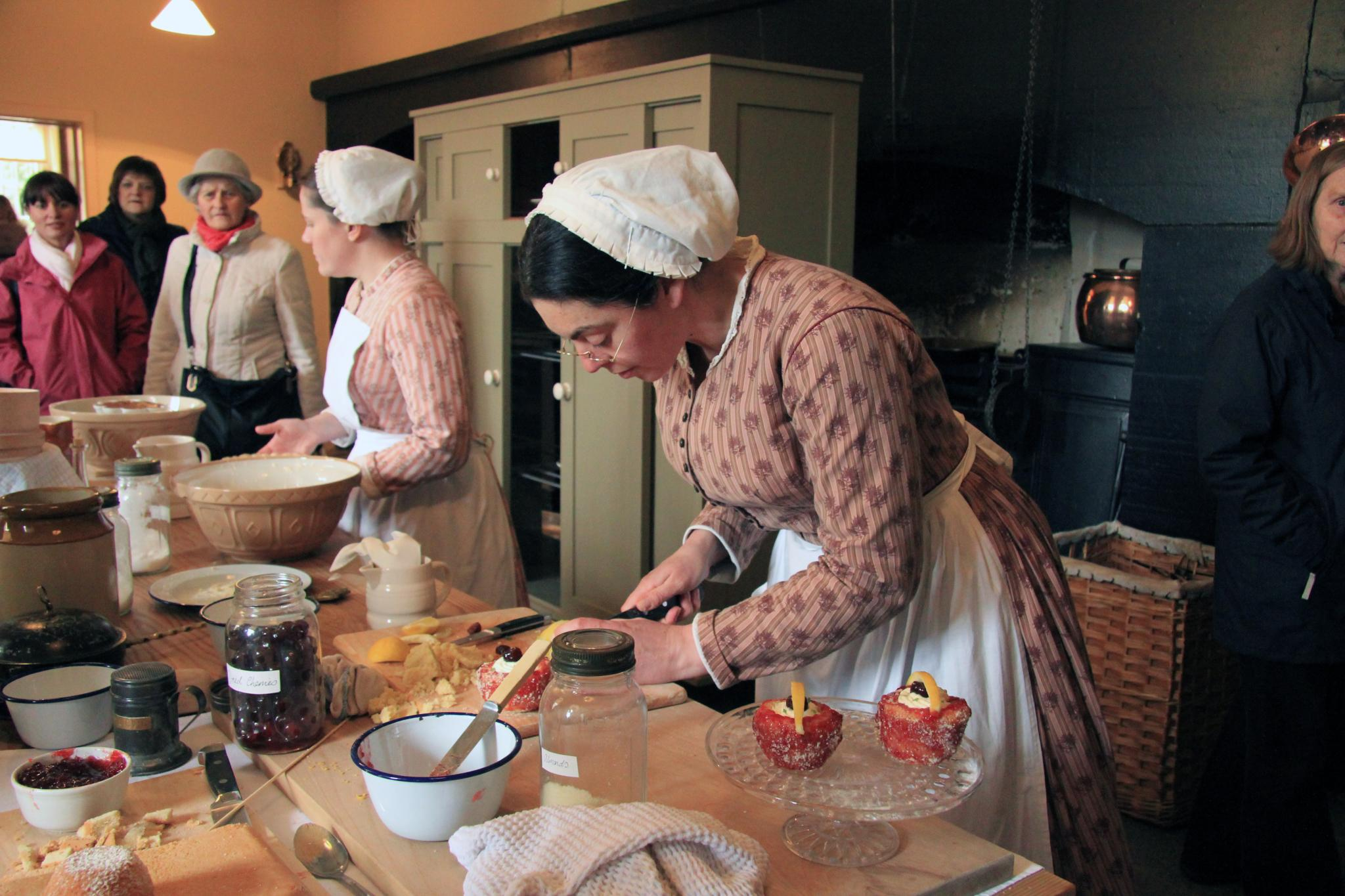
ブレイブルック男爵ネヴィル家の邸宅だったオードリー・エンド・ハウスのハウスメイドを演じるヒストリカル・インタープリター（当時の人を演じながら歴史解説する仕事）

女性使用人の統括はハウスキーパー（house keeper、「家政婦」と訳される）が行った。夫人が直接選ぶレディーズメイドなどを除き、女性使用人の雇用・解雇の責任者であった。通常は厳格・真面目な年配者で、ある程度教養もある女性が就任することが多かった。酒類に関する知識や、病気や怪我の応急処置の知識も必須とされた。ハウスキーパーは既婚か未婚かに関わらず「ミセス」で呼ばれた。制服を着ることはなく、常に鍵束をもって邸内を見回り、問題を見つければ担当者を叱責した。また自らの仕事としてはリネンと陶磁器の管理、日用品の注文と支給などを主に行い、家によってはスティルルームという小規模なキッチンでスティルメイドを従えて、ジャムやピクルスのような保存食を作ったり、茶やコーヒーを淹れたり、高価なお菓子を焼いたりもした。年季の入った女性使用人でないとうまくできないとされたためである。また夫人の付き添い、あるいはその代理人という形で慈善事業に関わることも多かった。
女性使用人の中でヴァレットの役割に相当するのがレディーズ・メイド（lady's maid,「侍女」「小間使い」と訳される）であった。夫人の身の回りの世話、ドレスや帽子の管理、髪結い、美容全般などを担当した。そのためこの地位に就くには針仕事などの技術が必要だった。また若くて背が高く、明るくて従順で、健康面に問題がなく、ある程度の教養もあることも大事だった。
娘たちの世話は別にヤング・レディーズ・メイドが置かれたり、ハウスメイドなどに兼任させることもあった。幼い子供の世話をする上級使用人としてナニー（nanny）もあった。
上級使用人としてコック（cook,「料理人」と訳される）があった。キッチンで働く使用人たちを指揮し、食材の管理と調理を担当する。男性のコックを雇うのは非常に高価だったので多くの家では賃金が安い女性のコックを雇っていた。コックの腕前は館の評判を左右したので極めて重視され、その地位は使用人の中でもかなり高く「ミセス」と呼ばれて敬意が払われた。バトラーはおろか、場合によっては夫人すらもコックの許可なくキッチンに入ることは許されなかったという。
女性の下級使用人としてフットマンに相当するハウスメイド（house maid、「女中」と訳される）があった。家の雑務全般を担い、邸内の掃除をはじめ、暖炉の世話、使用人が食事をとったり休息をしたりするサーヴァントホールでの食事の準備など仕事は多岐にわたる。英語に「housemaid's knees」という表現があったが、これはハウスメイドが年中膝をついて床掃除をしているために結果的に起きる炎症を指す言葉であり、大変な重労働であったことがうかがえる。ヘッドのハウスメイドは若いメイドが仕事しているかを管理したり、家具を磨いたりした。
またコックの下で調理を補佐するキッチンメイド、さらにその下にあって洗い場で調理器具や食器洗い、レンジの手入れ、食材の下ごしらえなどの重労働を担当したスカラリーメイドを置いた家もあった。

### 使用人の職場と待遇

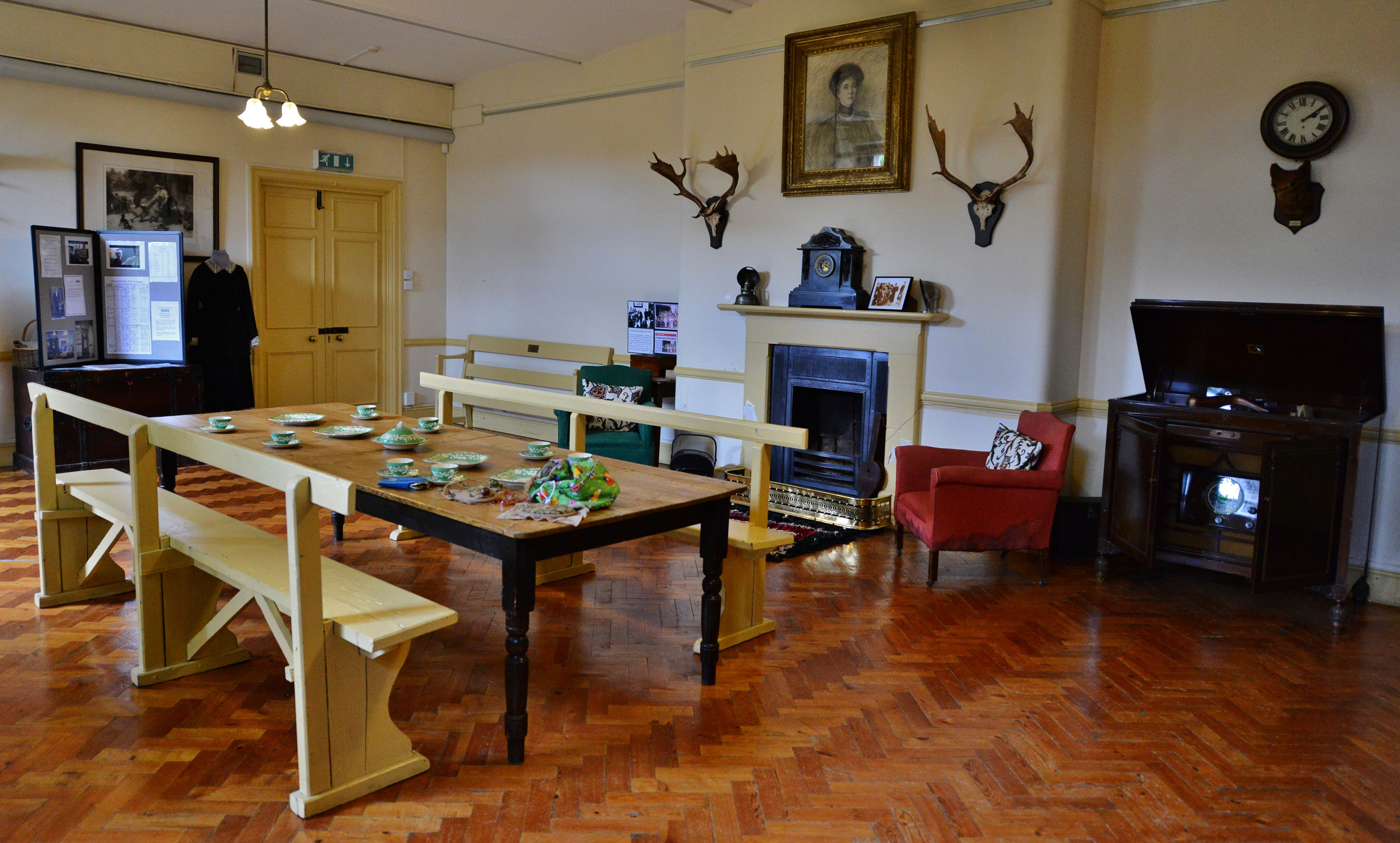
ベスバラ伯爵ポンソンビー家の邸宅だったスタンステッド・ハウスのサーヴァント・ホール

カントリーハウスで使用人たちが家事を担当する裏方の領域は、地階、あるいは半地下にあることが多く、そこに繋がる裏階段が壁の内側にあるサービス用通路とともに目の触れないところへ設置されていたため、使用人の領域は「ビロウ・ステアーズ（below stairs）」とか「バック・ステアーズ・ライフ（back stairs life）」とか呼ばれた。
使用人たちの働く部屋としてはキッチン、スカラリー（scullery,洗い場）、スティルルーム（stillroom、パイを作ったり、野菜を煮立てるもう一つの台所）、パントリー（pantry, グラス・カトラリー・金属器を収納する部屋）、ナイフルーム（kniferoom、念入りに研いだり磨いたりする必要がある象牙や骨製の柄のついたナイフを収納する部屋）、ラーダー（larder、肉類を処理し、卵、チーズ、バターなどを収納する部屋）、ローンドリー（laundry,洗濯室）、チャイナルーム（chinaroom,陶磁器類を収納する部屋）、セラー（cellar,ワイン貯蔵庫。大きな屋敷では自家醸造したビールを樽に貯蔵するビヤセラーもあった）、サーヴァント・ホール（使用人の食堂）などがあった。
使用人の居住空間は時代によって変遷があるが、歴史の古い館だと地下、新しくなるにしたがって、別棟（servant's wing）であることが多くなった。中世から18世紀ぐらいまでは「ファミリー」といえば使用人も含めて同じ屋根の下で暮らす者たちのことだったが、19世紀に入ると使用人は「ファミリー」から外された。家族と直接関係する使用人はスチュワード、バトラー、ハウスキーパー、ヴァレット、レディーズメイドなどの上級使用人に限られた。そのため下級使用人たちにとってバトラーやハウスキーパーは館の主人よりも怖い存在であったという。
1880年発行の『使用人の実用的ガイド』を見ると、使用人の中で最も給与が高いのはバトラーではなく、男性コックであり、年俸は100～150ポンドほどである（ただし前述のとおりコックは女性であることが多く、女の場合は給料は大きく下がる）。ハウス・スチュワードとバトラーは50～80ポンド、ヴァレットは30～50ポンド、フットマンはランクの高い者が28～32ポンド、低い者は14～20ポンド程度だったという。最も給料が低いのはホールボーイであり、6ポンドから8ポンドしかもらえなかった。アウトドアスタッフではコーチマンが25～60ポンド、グルームの頭は18～25ポンド、下級のグルームは14～20ポンド程度である。女性使用人もコックが最も年俸が高く、本職のコック（上流階級のパーティー料理を作れる技術のある者）であれば50～70ポンド、素人コックだと16～30ポンド程度である。ついでハウスキーパーが30～50ポンド、レディースメイドが20～35ポンド、ハウスメイドは上級なら20～30ポンド、下級なら12～18ポンド程度である。しかし使用人には給料の他にも職務から発生する特殊な収入があった。館から廃棄されるものを入手したり、諸手当やチップを得ることなどであり、これらを総額するとそれなりの金額になり、下の方の役職者だと年俸を上回ることも珍しくなかったという。
使用人同士の恋愛はたいていのカントリーハウスで禁じられていたが、若い男女が多数務めている場所で情事を完全に防ぐのは無理であり、使用人同士が静かに恋を進行させることはよくあったらしい。

### 使用人の採用と働く理由
下流階級は子だくさんであることが多く、家計を助けさせるため、小学校高学年在学中か卒業後には子供を働きに出した。そうした子供らを働かせる人気の職場の一つが貴族のカントリーハウスだった。衣服も食事も支給される貴族の館は親にとって負担が少なくて楽だったし、娘であれば貴族の館で働くことで家事、教養、マナー等を身につけることができれば、結婚の準備にもなったからである。
とはいえ小学校を出たばかりの無知な子供を貴族の館がいきなり雇ってくれることは稀であり、まずは近所の地主とか商店のもとに1年から1年半ほど奉公に出し、その後新聞広告や使用人登録所を通じて、あるいは地元有力者に仲介を依頼するなどして貴族の館に接触を図るのが一般的なルートだった。男子使用人はハウス・スチュワード（設置されていなければバトラー）、女子使用人はハウスキーパーが雇用するかどうかを決定する権限を持つ。採用は書類審査と面接によって決められた。
合格した者は貴族の邸宅に奉公にあがることになるが、概ね10歳ぐらいの頃のことである。20歳過ぎて雇われる者もあったが、これは経験者の中途採用である。中途採用の場合は履歴書に加えて、前の主人の推薦状が要求されることが多かった。途中採用者も少なくはないが、幼少期からずっと同じ館に勤め続ける者も多かった。
カトリック差別が横行していた時代には、「カトリックは応募に及ばず」「英国国教会信徒以外は不可」といった条件が付けられる募集広告も多く見られた。またアイルランド独立運動絡みでアイルランド人には過激派が多かったことからアイルランド人の採用を拒否する貴族も多く見られた。
館の仕事を一生の仕事としようという者はキャリアサーヴァントといった。「アッパー・サーヴァント」への昇進に望みを繋ぐ人たちである。コーチマン、ガーデナー、ゲームキーパーなどにキャリア・サーヴァントが多かった。労働者階級の女性の中にも家庭生活での従属と骨折り仕事よりカントリーハウスで働く独身生活の方をよしとする者は少なくなったという。
アンジェラ・ランバートによれば1891年時においてイギリスには中・上流階級家庭に仕える家事労働者が150万人はおり、実に労働者の16％を占め、イングランドとウェールズにおいては労働者の中で家事使用人が最も大きな割合を占めた。
カントリーハウス使用人は基本的に薄給なうえに休日がなく、朝6時から夜10時から11時まで働き詰めになるハードな仕事だが、他に働き場所がなかったりで、貴族やジェントリのために低賃金で長時間労働できることをむしろ恩典だと思っている人が多かったという。
産業革命後のイギリスは土地の囲い込みで農村部から都市部に人口が流出し、都市部の工場や湾岸が雇用の受け皿となったが、19世紀後半になるとイギリスの工業生産力はアメリカとドイツに追い抜かれ、ロシア、イタリア、日本などの新興国も猛追してきたため、もはやイギリスは19世紀半ばの頃のような抜きんでた工業国ではなくなった。伴って輸出は低迷し、ラテンアメリカ諸国やカナダ、オーストラリアから安価な農畜産物が流入してきて第1次産業は深刻な被害を被った。その結果、多くの人が住み慣れた土地を離れて海外に移民するか、サービス業につくしかなくなり、家事使用人、特に貴族の館で働きたいと望む者は増えることはあれ、減ることはなかったのである。

### 使用人退職後
退職した使用人にはおおむね2つの道があった。1つは長年奉公していた間に貯まった金を生活費に充てるものである。働いている間は衣食住に金はほとんどかからないので、給料が高い上級使用人だとまとまった金額が手元に残る。低賃金の下級使用人でも博打や酒に溺れていなければ、そこそこの金額が貯まったという。また気前のいい主人であれば、辞める際に退職金代わりにまとまった金額を与えることもあったようである。
もう1つの道はその金を元手に店を開くことである。多いのは大地主の邸宅に勤務してきた使用人が退職後その邸宅の近くに店を構えるものである。パブが特に人気の商売だったという。邸宅の使用人や出入り業者がそこを利用するようになり、必然的に店は繁盛したという。また気前のいい主人だったら、借地料なし、あるいは極めて低額で土地を貸してくれ、開業を支援してくれることがあったという。

## 貴族の教育

### グランドツアー

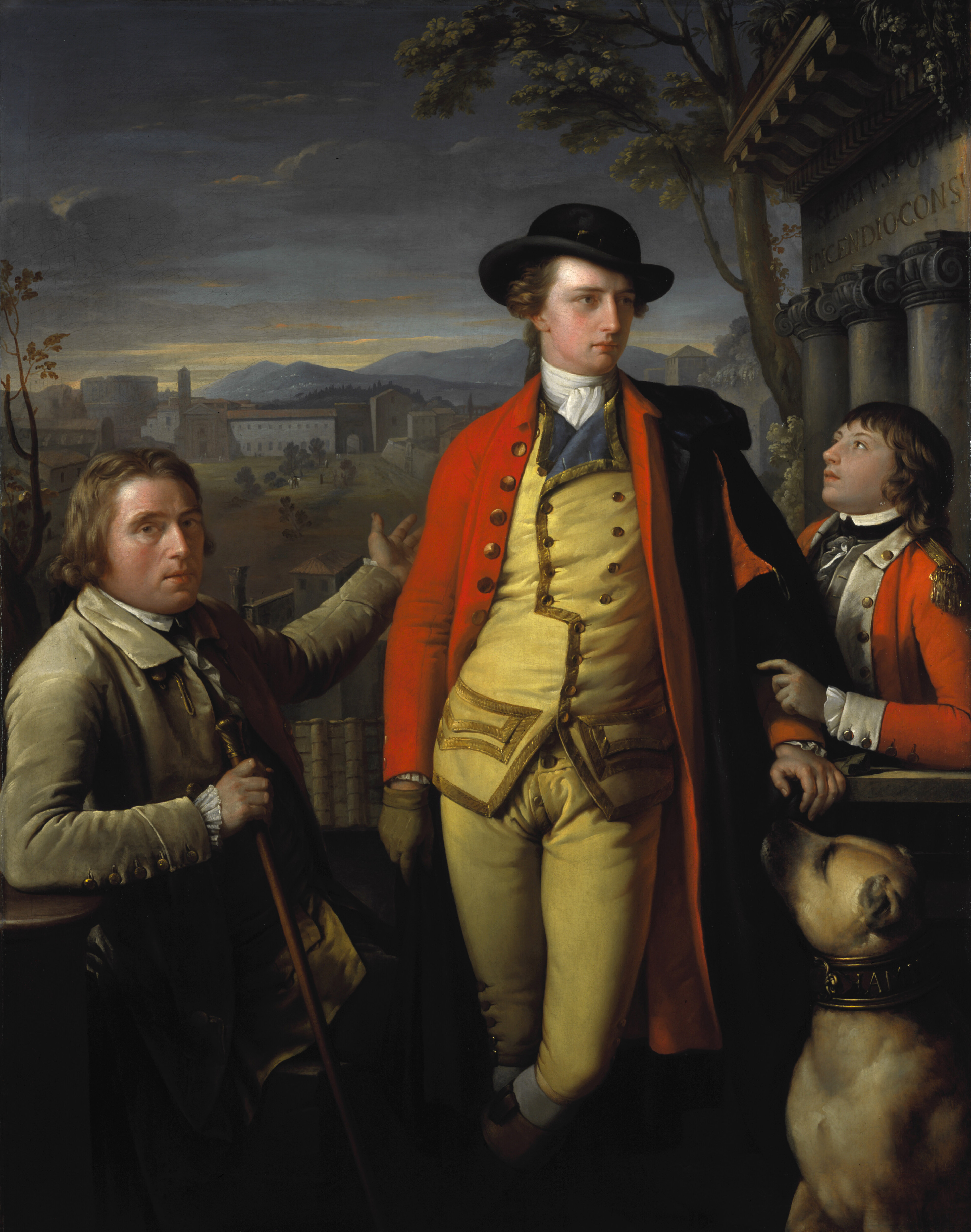
グランドツアー途上の第8代ハミルトン公爵。同行者の医師と息子が左右に描かれている。

18世紀後半頃まで貴族をはじめとしたアッパークラスの教育は家庭で行われることが多かった。教育内容は、中世末の頃には武勇や騎士道的な振る舞いが関連づけられ、形式的教育は退けられていたといわれるが、16世紀初め頃までにはヨーロッパからの影響でラテン語やギリシャ語で古典や聖書を読み、その精神を身に着けることが学問の中心となった。
そうした家庭教育を受けた後、グランド・ツアーと呼ばれるヨーロッパ大陸を旅行して見聞を広げることが教育の総仕上げとして行われた。16世紀のエリザベス朝の頃からアッパー・クラスの子弟はエリザベス女王やオックスフォード大学、ケンブリッジ大学などの支援でヨーロッパを旅行するようになったが、その数は決して多くはなかった。海賊や盗賊などの治安の悪さ、カトリック国によるプロテスタント弾圧、整備されていない道、粗末で不衛生な宿など、当時の海外旅行は危険が多かったからである。グランドツアーがアッパークラスの子弟の間で慣例化するようになったのはこうした危険が減った17世紀後半ぐらいからである。特に18世紀に入った後に盛んになった。しかしこの慣習は18世紀末のフランスとの戦争（フランス革命戦争からナポレオン戦争）でヨーロッパ内の移動が制限されたことで衰退していく。

### パブリック・スクール

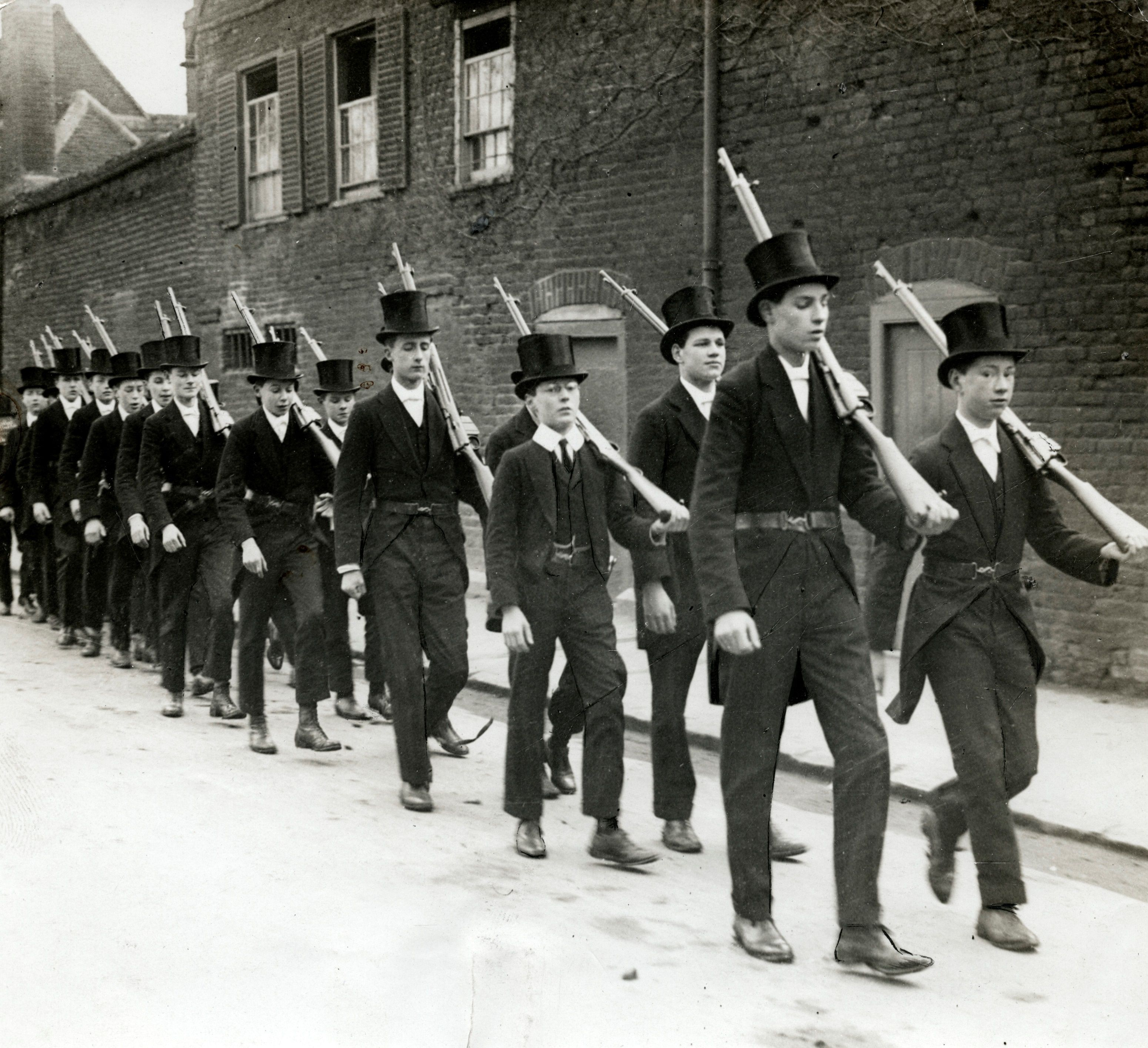
軍事訓練を行う第一次世界大戦下のイートン校の生徒たち。

代わってこの時期からアッパークラスの家は子弟をグラマー・スクール（20世紀公立学校とは無関係）やパブリック・スクールに入学させるようになった。パブリックスクールの多くはもともと貧しい家庭の子供に教育を施すために作られた慈善施設なのだが、時代が下るにつれて学費をよく払う生徒が増やされていき、18世紀後半の頃には学費を払う生徒の方が多くなっていた。パブリックスクールがそのように変化した理由の一つは、医学の進歩で子供の死亡率が下がり、アッパークラスの家庭も子供全員を家で教育するのは難しくなり、厳しい規律や共同生活、体罰などに耐えられそうな強靭な子供（悪く言えば手のかかる子供）をパブリックスクールに入学させるようになったことがある。
イートン校、ハーロー校、ラグビー校、ウィンチェスター校などで有名なパブリックスクールは13歳から19歳までの間入学する寄宿制学校で食事をはじめ生活は極めて質素、規則に違反すると厳しい罰が与えられる。第二次世界大戦前には鞭で尻を打つ体罰が日常的に行われていた。6年間ここの生活に耐えられれば、いかなる環境でも耐えられるといわれ、19世紀大英帝国の繁栄はパブリックスクールの力ともいわれる。
しかし手のかかるアッパークラス子弟が多数を占めるようになって最初の方の時期のパブリックスクールは規律も秩序もないワイルドな場所と化したという。教師たちは体罰によって生徒を統制しようとしたが、生徒側も負けずに反抗し、教師に対する生徒の反乱を収めるために軍隊が出動したこともあったという。そのようなパブリックスクールが現在のように規律と秩序ある場所になったのは、1827年にラグビー校の校長となったトマス・アーノルドとその後継者たちによる教育改革の成果である。学問だけでなく、生徒同士の人間関係、教師との信頼関係、人格形成などにも注意が払われるようになり、協調性やフェアプレイの精神を養う場所としてスポーツが奨励されるようになった。また教育内容も従来のギリシャ語、ラテン語などの古典教育偏重が改められ、現代史や現代言語（フランス語やドイツ語）、数学などが導入されるようになった。

### 大学

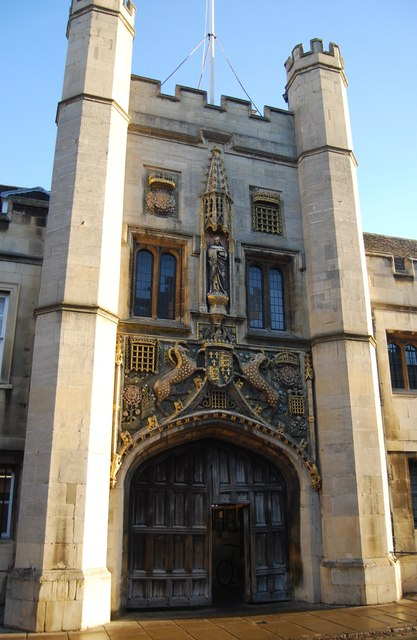
ケンブリッジ大学、クライスツ・カレッジの入口。マーガレット・ボーフォートの紋章を頭上に掲げる。彼女の子孫は現在のボーフォート公爵家へと繋がる。

パブリックスクールを卒業したアッパークラス子弟はオックスフォード大学やケンブリッジ大学に進学する者が多かった。両大学もパブリックスクールと同じく、もともとはアッパークラス子弟の教育機関ではなかった。聖職者養成のための教育機関だったが、両校とも17世紀初頭までには卒業後に聖職者になる学生数は半数まで落ちた。それ以外の学生は医者、法律家、公務員などになる者が多かった。こうした中にアッパークラスの長男までもが入学するようになったことは注目に値する。将来父の跡を継いで土地を管理する彼らは職業に就くための資格など必要ないはずだが、人脈を広げ、表面的な教養を身に着けるため入学したという。ブロックリスの『オックスフォード大学の歴史』によれば、17世紀初頭にはオックスフォード入学者の30％から45％ぐらいがアッパークラスの子弟になっていたという。それ以外の学生は聖職者か平民の息子だったようである。17世紀初頭の頃まではまだ貧しい平民の家の出の学生が一定数おり、こうした貧乏学生たちは裕福な学生から施しを受けたり、その身の回りの世話をして生計を立てたという。しかし17世紀半ば頃から平民の学生数は減少し、聖職者かジェントルマンの息子の入学が増えた。貧しい学生が施しを求めることも忌避されるようになったという。19世紀になると両大学の入学者数が急増するが、貧しい家の学生が戻ってくることはなく、両大学ともアッパークラスおよびアッパーミドルクラスの教育機関として定着した。こうした経緯で両大学ともパブリックスクール卒業生が大部分を占めるようになったのである。

### 貴族女子の教育
先進国イギリスでも女子の学校教育はなかなか普及しなかった。貴族の男子が小学校やパブリックスクールに入学するようになった時代以降も女子はそうしたところに入学することはなく、20世紀初頭まで女子の初等・中等教育は家庭で行われるのが伝統だった。そのため貴族の邸宅には教室やガヴァネスの寝室があったりした。学習の他、淑女になるための作法、ダンス、裁縫、料理などの習い事をして成長した。
次男は長男に万が一があった時の代わりとなるので教育をないがしろにするわけにはいかなかったが、娘は相続の可能性がないため、良い結婚のための礼儀作法と教養されあれば十分と考えられていたためである。
女子の学校教育が普及したのは20世紀以降であり、それは婦人参政権運動の先覚者サフラジェットの影響だった。

## 貴族の英語
イギリスでは貴族をはじめとする上流階級（upper class）と、非上流階級（non-upper class）の間で英語の発音や語彙が違った時代があり、1950年代頃にこれが注目されて、しばしば論じられた。近年はイギリスでも社会階級、あるいは階級意識そのものが衰退しているため、こうした現象は減り、この方面の研究ブームは去った感があるが、それまでは次のようなことがよく論じられた。

### 発音
貴族など上流階級が使ったイギリス英語の伝統的な事実上の標準語を容認発音（Received Pronunciation）といい、1960年代以前には公共放送BBCでもアナウンサーの発音としても使われ、また王族の英語として使われることから「キングズ・イングリッシュ」（King's English）もしくは「クイーンズ・イングリッシュ」（Queen's English）とも呼ばれた。容認発音はもともと中世後期にロンドンを含むイングランド南部で発達し、ヴィクトリア朝の1870年に正しい英語の読み書きとして広められ、各地から都市のパブリックスクールに集められた上流階級の生徒らの間で標準語として話されたものである。そのため地方的なバラツキがない。容認発音の主な特徴として次のものがあげられる。
1. rを発音するのは次に母音が続く場合のみで、音節末のr音化がない（carであれば[kɑ]）[166]。
2. ask、bath、chance など（後続の子音が「二字一音の摩擦音」「摩擦音＋破裂音」や「鼻音＋他の子音」であることが多いが、規則的ではない）の a は RP（容認発音）では非円唇後舌広母音 [ɑ] となる[167]。
3. stop などの o は円唇後舌広母音（[stɒp]）[167]。
4. better など母音間・強勢後の /t/ は [t]（ベター）とアメリカ英語よりもはっきり発音（アメリカ英語は歯茎はじき音）[167]。
5. bluntness などの /t/ は声門閉鎖音 [ʔ] になる[167]。
6. /ou/ を [oʊ] ではなく [əʊ] で発音する。[ɛʊ] のように聞こえることもある[167]。
7. new を [njuː]（ニュー）、tune を [tjuːn]（テューン）と発音する（アメリカ英語では [nuː]（ヌー）、[tuːn]（トゥーン）と発音する人が多い）[167]。
8. head など語頭の /h/ を発音する[167]。

しかし1960年代以降BBCでも普通の発音が一般的になるに及んで、かつて容認発音で話していた上流階級層も若者などは使わなくなり、2008年時点では容認発音の使用者は3%程度にまで減少している。容認発言に代わって近年の英国の標準英語となりつつあるのは、1980年前後からロンドンとその周辺（テムズ川河口周辺）で広まった河口域英語（Estuary English）である。これはロンドン労働者階級の方言コックニーをベースとしつつ容認発音との中間に位置するような発音である。近年にはこれがテムズ川周辺に限らず、また階級を超えて広がっている。この背景には、かつての労働者階級の中流階級化が進行したことや、容認発音が気取った発音として忌避されるようになったことが考えられる。

### 語彙
階級による語彙の違いは、第2代リーズデイル男爵デイヴィッド・フリーマン＝ミットフォードの長女で作家のナンシー・ミットフォードが、1955年に著したエッセー『英国の貴族（The English Aristocracy）』の中で友人の社会言語学者アラン・ロス（Alan Ross）の英国の階級と言語に関する論文を紹介したことで知られるようになった。以下のようなものがある。
| 日本語             | 上流階級の英語 | 非上流階級の英語 | 出典                    |
| ------------------ | -------------- | ---------------- | ----------------------- |
| 悪臭               | awful smell    | unpleasant odour | [ 165 ]                 |
| 家                 | house          | home             | [ 170 ]                 |
| 入れ歯             | false teeth    | dentures         | [ 171 ]                 |
| 贈り物             | present        | gift             | [ 170 ]                 |
| 鏡                 | looking-glass  | mirror           | [ 170 ] [ 165 ] [ 172 ] |
| 聞き返すとき       | What?          | Pardon?          | [ 170 ] [ 165 ]         |
| ケーキ             | cake           | pastry           | [ 165 ]                 |
| 高価な             | expensive      | costly           | [ 165 ]                 |
| 香水               | scent          | perfume          | [ 165 ] [ 172 ]         |
| 自転車             | bike,bicycle   | cycle            | [ 170 ]                 |
| 死ぬ               | die            | pass on          | [ 165 ]                 |
| ジャム             | jam            | preserve         | [ 170 ] [ 165 ]         |
| 十分な             | enough         | sufficient       | [ 165 ]                 |
| 知りません         | I don't know.  | I couldn't say.  | [ 170 ]                 |
| 洗練された         | smart          | Classy           | [ 165 ]                 |
| 男性の礼服         | dinner jacket  | dress-suit       | [ 165 ]                 |
| 電報               | telegram       | wire             | [ 165 ]                 |
| トイレットペーパー | lavatory-paper | toilet-paper     | [ 170 ] [ 165 ]         |
| トランプのジャック | Knave          | jack(in card)    | [ 165 ]                 |
| ナプキン           | table-napkin   | serviette        | [ 170 ] [ 165 ] [ 172 ] |
| 妊娠している       | pregnant       | expecting        | [ 170 ] [ 165 ]         |
| 便箋               | writing-paper  | note-paper       | [ 172 ]                 |
| 野菜               | Vegetables     | Greens           | [ 170 ]                 |
| 裕福               | rich           | wealthy          | [ 170 ] [ 165 ]         |
| ラジオ             | wireless       | radio            | [ 170 ]                 |

上記の通り、上流階級が「気取った」「上品な」「遠まわしな表現」を使うとは限らず、むしろ非上流階級の方にそうした表現が多い。特に「悪臭」「死ぬ」「知りません」「妊娠している」などは上流階級が直球の不躾な表現で言うのに対し、非上流階級は婉曲的に表現している。また非上流階級の表現はフランス語が語源のものが多いのも特徴である。19世紀後半から教育を受けて「ミドルクラス」の仲間入りをした「ロウワー・ミドル・クラス」が外国語を独学で学んで語彙を蓄えて使うようになった結果、「ロウワー・ミドル・クラス」は「外国語」を使い、アッパークラスは頑なに「気取りのない」従来からの「英国的」表現を使っていたものと考えられる。ただ、現代では鏡を「looking-glass」などと表現する人はアッパークラスの中でも年配に限られる。

## 大陸貴族との違い
英国貴族は大陸の貴族と違い法的な特権がほとんどなかった。行政・軍事における高級の地位が保障されることはなく、土地所有について税金を支払い、権利争いにおいては所有地内で暮らしている者から起訴されることもあった。
イギリスは一方で強固な階級関係を維持しながら、その階級関係は固定的ではなく財産の上昇や下降で変わっていく流動的なものだった。特に「紳士」（ジェントルマン）という高度に階級的な表象は、やがて社会の最底辺まで下降するだけの流動性を有していた。
旧体制フランスの貴族は自分たちの特権に固執したので閉鎖的なカーストとなり、その結果フランス革命で破局を迎えることになるが、英国貴族や紳士は貧民の保護を自らの義務・名誉と心得ていたので積極的な慈善事業を行ったし、特権も適時に徐々に手放したので、閉鎖的なカーストとならず、むしろ無限に社会の底辺にまで広がっていた。「労働貴族」（熟練労働者が未熟練労働者と徒弟に対してあたかも貴族であるかのように教育と保護の義務を負う）の概念はそれを象徴する。19世紀フランスの歴史家フランソワ・ピエール・ギヨーム・ギゾー、フランソワ＝ルネ・ド・シャトーブリアン、アレクシ・ド・トクヴィル、イポリット・テーヌらがそろってイギリス貴族制を「義務・責任を負った貴族制」（ノブレス・オブリージュ）として羨望と賞賛の言葉を送っている所以である。

## 貴族の長男以外の子女について

### 「ヤンガーサン」
イギリス貴族の次男以下の息子は「ヤンガーサン (younger son)」と通称される。あるいは「カデット (cadet)」と呼ばれることもある。爵位を継承できるのは長男 (eldest son)だけなので、ヤンガーサンは兄が男子なく死んで爵位を継承するか、自身が新規に爵位を与えられない限り平民である。また財産面でもイギリス貴族は、長子相続制 (primogeniture)と限嗣相続制 (en:entail)によって長男のみが爵位と屋敷と土地を相続する制度をとっており、貴族の土地は相続時の契約で分割不可能であるため、ヤンガーサンに分け前はない。これは貴族の土地の細分化を防ぐ意味があった。
ヤンガーサンにも長男と同じような教育が与えられたが、長男のように土地収益で生活することはできないので、大人になると何らかの職業に就いて生計を立てることが要求された。ヤンガーサンが就いた主な職業は「専門的職業」(professions)が多く、たとえば陸海軍士官、外交官、聖職者、法廷弁護士 (barrister)などである。金融や貿易に携わる者もあった。ヤンガーサンは名誉称号以外は一般の紳士とほぼ変わりない存在だったといえる。しかし陸軍将校や聖職者になるのはコネと金が重要だったのでヤンガーサンはそうした地位を得やすく、親や親族に用意してもらうのが一般的だった。
これは土地収益で暮らす「アッパー・クラス」に生まれ育ちながら、大人になると誰かから報酬をもらって生活する「ミドル・クラス」に落ちるということでもある。このことを指して歴史学者ローレンス・ストーンとジャンヌ・C・フォーティヤ・ストーンは、イギリス貴族のヤンガーサンはヨーロッパと違って常に階級的に「下に移動」したと表現する。歴史研究者ローリー・ムーアは「これらの職業に就いた良い家柄のヤンガーサンのほとんどは社会階層が下がるわけだが、一方でブルジョワの息子たちは、自分たちの父親より高い地位（社会的な意味であって、必ずしも経済的に高くなるわけではない）を手に入れてそれを守っていくことを試みた」とし、それにより貴族のヤンガーサンとブルジョワの息子は、摩擦を抱えながらも出自を超えた仲間意識、職業への集団的な帰属意識を持つようになり「アッパー・ミドル・クラス」と呼ばれる階級を形成したとする。
貴族の長男とヤンガーサンではあまりに財産や地位が違いすぎるため、ヤンガーサンは社交界において貴婦人から避けられる存在だったという。そのため「アッパークラス」の女性との結婚は難しく、多くの場合「ミドルクラス」から妻をもらうことになった。
一方でヤンガーサンは爵位や財産がなくとも、親や祖父母から貴族的な言葉遣いや慣習を叩きこまれているために「アッパークラス」との密接な関係者であるという自負心を持つ者は多かった。ヤンガーサンには身を立てようと勉学に励む者も多く、政治家、軍人、法律家、学者、植民地行政官などになって18世紀から19世紀の大英帝国の繁栄を支えたといわれる。
なお19世紀のヨーロッパ大陸では長子相続制・限嗣相続制が多くなかったため、土地の分散化問題が起こったし、爵位が長男以外にも与えられることから貴族インフレが起きて爵位の価値も低下した。対してイギリス貴族は、ヤンガーサンを「ミドルクラス」に送り込むことによって土地財産を維持するとともに爵位を価値ある物として続かせることに成功し、ヨーロッパ貴族の中でも稀有な存在となった。
公爵家と侯爵家のヤンガーサンは「ロード（Lord, 卿）」の儀礼称号をファーストネームに対して使用できる（あくまで儀礼称号にすぎず、身分は平民である）。伯爵家のヤンガーサンと子爵・男爵の息子（長男含む）は「ジ・オナラブル（The Honourable, 閣下）」の敬称で呼ばれる。

### 貴族の令嬢

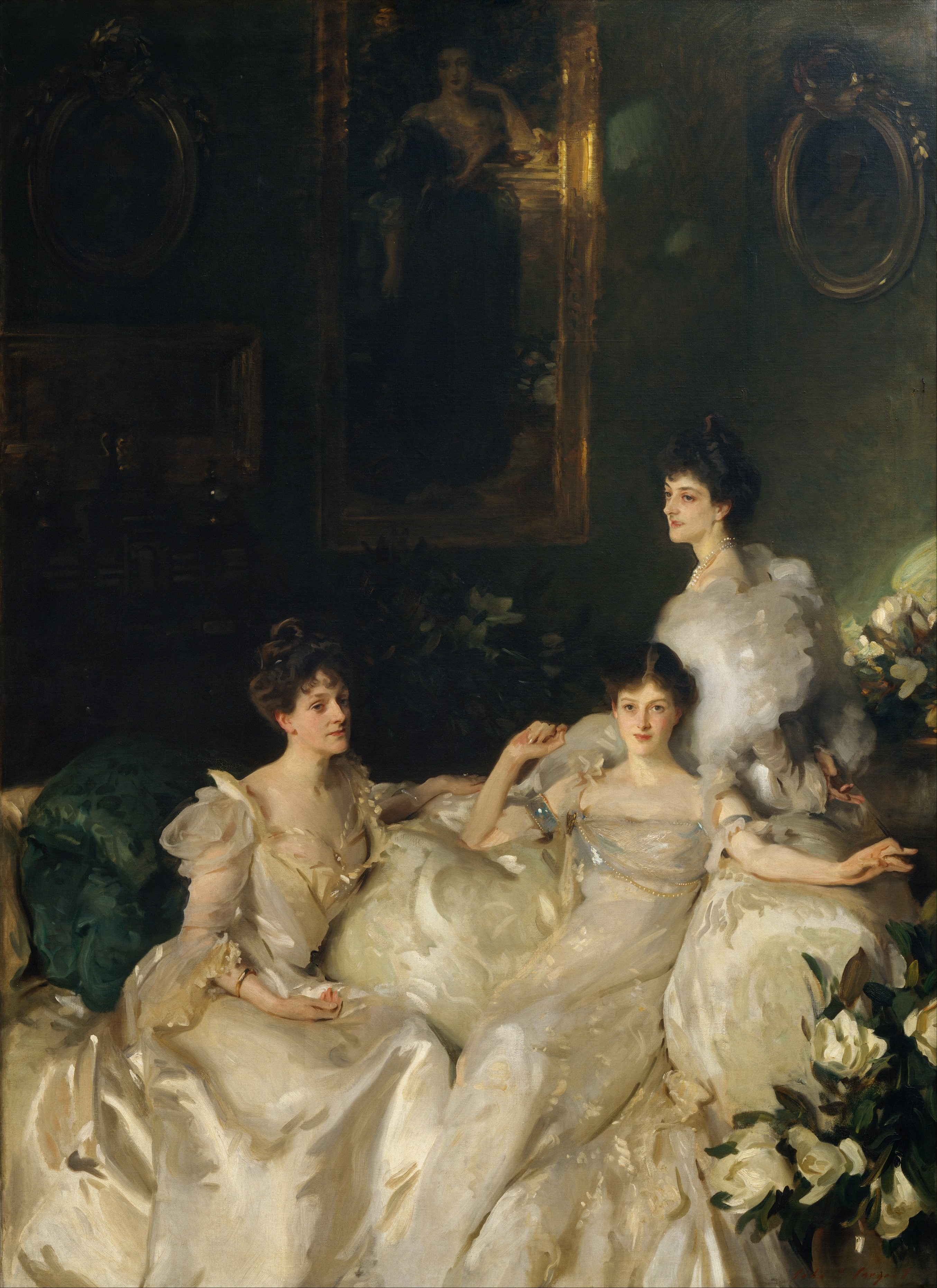
ルコンフィールド男爵家の令嬢（三姉妹）を描いた絵画。 （作・J.S.サージェント）

前述のとおり一部の例外的な爵位を除いて原則として女子は爵位を継承できない。また財産面でも長子相続制と限嗣相続制により、まず長男、それが絶えれば次男、息子の血筋が全て絶えれば、男系血筋で最も近い男性親戚が相続するため、女子が分け前を得られる可能性はヤンガーサン以上に低い。女子は結婚により他家に入ることになるので、他家に財産を持っていかれるのを防止するため女子には財産を渡さなかった。「息子ができず、娘しかいない貴族家は爵位も土地も財産もすべて遠縁の親戚男子に渡ってしまう。」この現象は1831年のジェーン・オースティン著『高慢と偏見』から2010年代のドラマ『ダウントン・アビー』に至る迄19世紀から20世紀の英国を描いた作品でよく描かれるところである。
貴族の娘たちは勉強部屋を出る年になると社交界デビューした。おおむね17歳から18歳ぐらいの頃である。社交界にでたばかりの未婚女性をデビュタントと呼ぶ。一般に正式なデビューとみなされるのは、王宮での初拝謁 (presentation at court)である。母親か既婚の親族女性により王室に紹介されることであり、この儀式を経て一人前の淑女と認められるようになった。
貴族令嬢の社交活動で最も重要なのは結婚相手を見つけることである。それは貴族社会では常識だったから、母親や叔母、既婚の姉などがカントリー・ハウスのスクール・ルームという閉ざされた世界から出たばかりの娘の相手を見つけるために尽力し、いくつものカントリーハウスを回ったり、パーティーを開いて知人の中から適当な独身男性をかき集めるのである。土地と屋敷と財産を独り占めにできる爵位持ちかその長男が相手として理想だが、そうした者は希少なので貴族令嬢たちの間で取り合いが激しかったという。財産を相続できないヤンガーサンは嫌われて避けられたという。
社交界にデビューして半年の間に申し込みがなければ、次の社交シーズンまで待つ必要があるが、社交シーズンが三度過ぎても申し込みがないと魅力のない独身女性となる危険性が高まる。第二次世界大戦前ならば、そうなる前に最後の手段として植民地インドへ行って植民地行政官と結婚するパターンがあった。
伯爵以上の貴族令嬢は「レディ（Lady, 嬢）」、子爵以下の貴族令嬢は「ジ・オナラブル（The Honourable, 閣下）」の敬称で呼ばれる。

## 日本と英国貴族

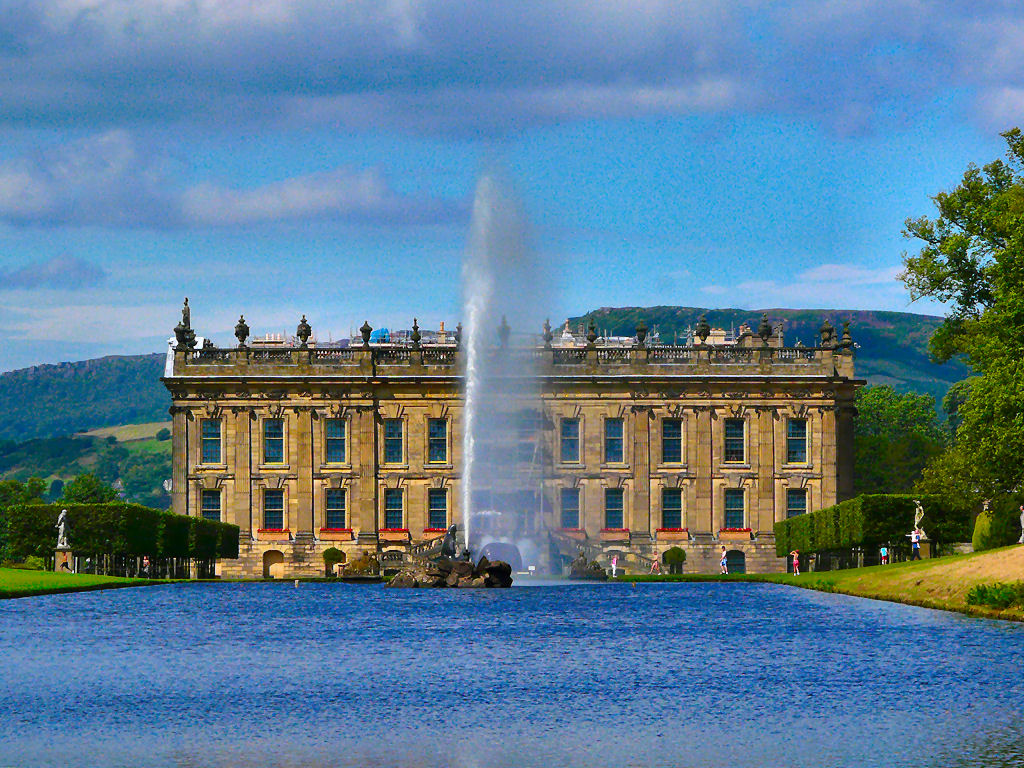
チャッツワース・ハウス前の庭園の噴水

- 明治5年9月28日（1872年10月30日）、シェフィールド市の鋼製品工場見学を終えた岩倉使節団は、同市から西に10キロの場所にある第7代デヴォンシャー公爵ウィリアム・キャヴェンディッシュ（英語版）の邸宅チャッツワース・ハウスを訪問した[197]。公爵の案内で邸内を見て回り、久米邦武は「我々の回った各部屋の中は周りの壁、天井や床などそれぞれ見事な出来で、繊細な彫刻や美しい彩の装飾画を施したりしてある」[198]「どこもかしこも目を見張るばかりである」[199]とその美しさに感嘆している。また庭園にある階段式の滝（カスケード）や邸宅前の噴水について「（西洋では）いろいろと水の不思議な仕掛けを見ることが多い。しかし、まだ、この庭園の滝を超えるようなものは見たことがなかった」「（カスケードの終着点から）百数十歩先の屋敷の前の池から数十筋の噴水となって吹き上がっている。この噴出の勢いの強さは、水晶宮の噴水も及ばないほどである」と感嘆している[200]。
- 日本人の志村寿子（マークス寿子）は、イギリスで働いていた1976年に第2代マークス男爵マイケル・マークスと結婚した。マークス男爵にとっては3度目の結婚だったが、1985年に離婚した。二人の間に子供はなかった[201][202]。マークス寿子はアメリカ文学者志村正雄の妹であり、自身も日本と英国に関する著作が複数ある。
- 日本の京都府出身の在日韓国人マイコ・ジョン・ソン・リー（英語版）（Maiko Jeong Shun Lee、韓国名이정선）は、1993年に第3代ロザミア子爵ヴィアー・ハームズワースと結婚した。ロザミア子爵にとっては再婚だったが、二人の間に子供はなかった[203][204]。彼女は在英韓国大使館が進めていたイギリス軍の韓国戦争参戦記念碑をロンドンに建立する計画に協力し、55万ポンドの寄付を行って2013年に実現させた。韓国の中央日報は彼女について「英国唯一の韓国人貴族」と表現している[205]。
- 第2代スカーズデール子爵リチャード・カーゾン（英語版）の三女ジュリアナとジョージ・スタンリー・スミスの間の次女であるベニシア・スタンリー・スミスは[206]、1971年（昭和46年）に来日し、写真家梶山正と結婚。京都市大原に在住して自家栽培のハーブや四季の草花を活用した暮らしをエッセーで紹介し、NHK番組「猫のしっぽ カエルの手」の出演で有名になった。彼女は2023年（令和5年）6月21日に京都市の自宅で死去した。72歳だった[207]。